# Манчестер Юнайтед
«Манче́стер Юна́йтед» (полное название — Футбольный клуб «Манчестер Юнайтед», англ. Manchester United Football Club; английское произношение: [ˈmæntʃɪstər ju:ˈnaɪtɪd 'futbɔ:l klʌb]) — английский профессиональный футбольный клуб из Траффорда, Большой Манчестер. Был основан в 1878 году под названием «Ньютон Хит (Ланкашир энд Йоркшир Рейлуэй)», в 1902 году изменил название на «Манчестер Юнайтед». Один из самых популярных футбольных клубов в мире. Один из основателей английской Премьер-лиги в 1992 году.
Домашний стадион «Юнайтед», «Олд Траффорд», был открыт в 1910 году. Он является крупнейшим после «Уэмбли» футбольным стадионом в Англии и вмещает более 74 тысяч зрителей.
«Манчестер Юнайтед» является одним из самых успешных английских клубов по количеству выигранных титулов за всю историю, а под руководством Алекса Фергюсона — самым успешным клубом в Англии, выиграв 38 трофеев с 1986 по 2013 год. В сезоне 2012/13 «Юнайтед» в рекордный 20-й раз стал чемпионом Англии. В 1968 году «Манчестер Юнайтед» стал первым английским клубом, выигравшим Кубок европейских чемпионов, победив в финале португальскую «Бенфику» со счётом 4:1. В 1999 году клуб во второй раз выиграл главный европейский клубный трофей, одолев в финале мюнхенскую «Баварию» со счётом 2:1. В 2008 году «Юнайтед» вновь выиграл Лигу чемпионов, обыграв в финале лондонский «Челси».
В 2024 году «Манчестер Юнайтед» занимал пятое место по доходам среди всех футбольных клубов мира. В мае 2024 года Forbes оценивал клуб в 6,55 млрд долларов США. Таким образом, «Манчестер Юнайтед» занимает второе место в списке самых дорогостоящих футбольных клубов мира.
Традиционными соперниками команды являются «Ливерпуль», «Лидс Юнайтед» и «Манчестер Сити», против которых разыгрываются северо-западное дерби, «дерби роз» и манчестерское дерби соответственно.
Главным тренером клуба с 11 ноября 2024 года является Рубен Аморим. Капитаном команды с июля 2023 года является Бруну Фернандеш, сменивший Гарри Магуайра.

## История

### Ранний период (1878—1945)

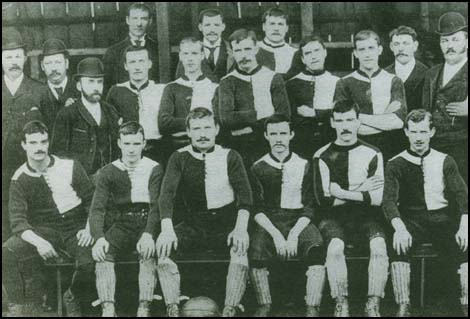
«Ньютон Хит» в 1892 году

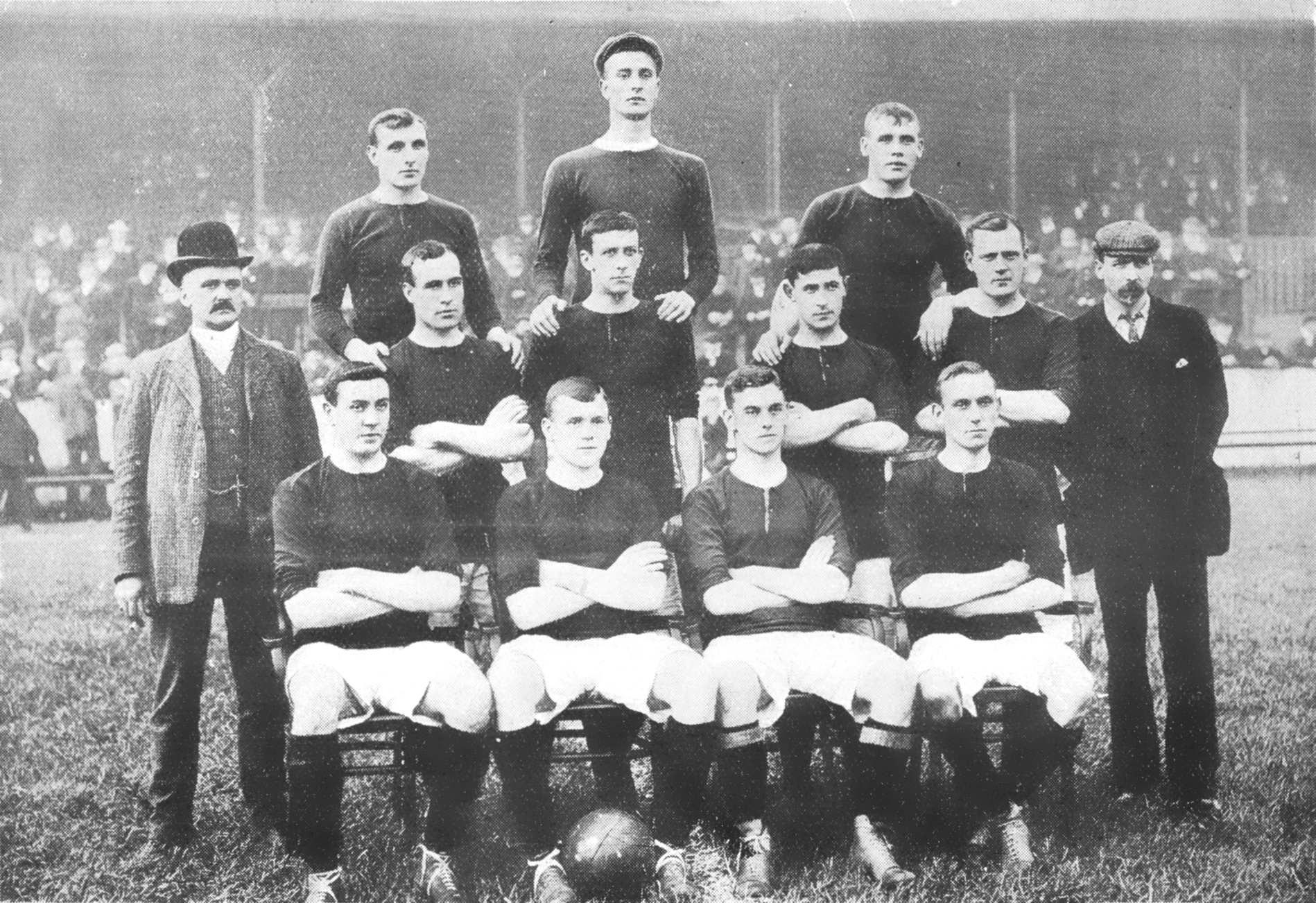
«Манчестер Юнайтед» в начале сезона 1905/06, в котором команда заняла 2-е место во Втором дивизионе и вышла в Первый дивизион

Клуб был сформирован под названием «Ньютон Хит (Ланкашир энд Йоркшир Рейлуэй)» (англ. Newton Heath L&YR F.C) группой рабочих-железнодорожников Манчестера в 1878 году. Клубная форма содержала два цвета — зелёный и золотой. В сезоне 1886/87 «Ньютон Хит» впервые принял участие в общенациональном турнире, Кубке Англии (до этого команда играла в региональных турнирах, Кубке Ланкашира и Кубке Манчестера). В том составе за команду выступал ряд игроков сборной Уэльса, включая Джека Пауэлла, Джека Даути, Роджера Даути и Джо Дейвиса. На протяжении 15 лет «Ньютон Хит» выступал на небольшом полуразрушенном поле «Норт Роуд», после чего переехал на стадион «Бэнк Стрит» в Клейтоне в 1893 году. Годом ранее, в сезоне 1892/93, клуб вступил в Футбольную лигу и отделился от железнодорожной станции, став независимым. Была учреждена должность клубного секретаря, а из названия исчезло дополнение «Ланкашир энд Йоркшир Рейлуэй». Клуб стал называться просто «Ньютон Хит». В 1902 году команда была на грани банкротства, имея задолженность в размере более 2500 фунтов. Стадион «Бэнк Стрит» даже был закрыт судебными приставами. От закрытия клуб спас Джон Генри Дейвис, управляющий пивоваренного завода Манчестера, который вложил в команду солидные по тем временам инвестиции. С 26 апреля 1902 года клуб изменил название и стал официально называться «Манчестер Юнайтед». Одновременно поменялись клубные цвета — с зелёного и золотого на красный и белый.
В сентябре 1903 года клубным секретарём (аналог современного главного тренера) был назначен Эрнест Мэнгналл. Под его руководством «Юнайтед» вышел в Первый дивизион в 1906 году. Ключевыми игроками команды того периода были вратарь Гарри Могер, нападающий Джек Педди, а также знаменитое трио хавбеков: Дик Дакворт, Чарли Робертс и Алекс Белл. В 1905 году разразился громкий коррупционный скандал, после которого в «Юнайтед» из соседнего «Манчестер Сити» перешёл ряд футболистов, включая Билли Мередита, Герберта Берджесса, Джимми Баннистера и Сэнди Тернбулла. Мередит и Тернбулл вскоре стали одними из ключевых игроков команды. В 1906 году в «Юнайтед» из «Барнсли» перешёл левый крайний нападающий Джордж Уолл. В сезоне 1907/08 «Манчестер Юнайтед» выиграл свой первый чемпионский титул. В 1908 году «Манчестер Юнайтед» выиграл в первом в истории Суперкубке Англии, а в 1909 году взял свой первый Кубок Англии. В 1910 году в «Юнайтед» из «Ноттингем Форест» перешёл нападающий Инок Уэст, который становился лучшим бомбардиром команды на протяжении трёх сезонов подряд. В сезоне 1910/11 «Манчестер Юнайтед» во второй раз в своей истории стал чемпионом Англии. На тот момент клуб уже переехал на свой новый стадион «Олд Траффорд», на котором выступает по сей день.
В последующее десятилетие «Манчестер Юнайтед» не смог выиграть новых трофеев, а в 1922 году выбыл во Второй дивизион. В 1925 году «Юнайтед» вернулся в Первый дивизион, но боролся лишь за попадание в первую половину турнирной таблицы, и вновь выбыл во Второй дивизион в 1931 году. Героями трибун «Олд Траффорд» в 1920-е годы были нападающий Джо Спенс и хавбек Фрэнк Барсон. За восемь лет, предшествовавших Второй мировой войне, «Юнайтед» постоянно перемещался между дивизионами, а в 1934 году занял самую низшую в своей истории позицию в чемпионате — 20-е место во Втором дивизионе. От выбывания в Третий дивизион команда спаслась в самом последнем туре сезона в матче против «Миллуолла», которому достаточно было сыграть вничью, чтобы остаться во Втором дивизионе, тогда как «Юнайтед» устраивала только победа. В решающей игре «Юнайтед» победил со счётом 2:0 и сохранил за собой место во Втором дивизионе.
После смерти в октябре 1927 года Джона Генри Дейвиса, бывшего основным инвестором клуба, финансовое положение «Манчестер Юнайтед» резко ухудшилось, и к концу 1931 года клуб был на грани банкротства. Команду спас местный бизнесмен Джеймс Уильям Гибсон, погасивший долги клуба и ставший его новым председателем. В 1938 году секретарь клуба Уолтер Крикмер совместно с Луисом Роккой создали молодёжный атлетический клуб «Манчестер Юнайтед» (Manchester United Junior Athletic Club), прообраз молодёжной академии «Юнайтед», из которого уже в послевоенный период выйдет ряд талантливых футболистов для основного состава. Последний предвоенный сезон 1938/39 клуб завершил на 14-м месте в Первом дивизионе.

### Эпоха Басби (1945—1969)

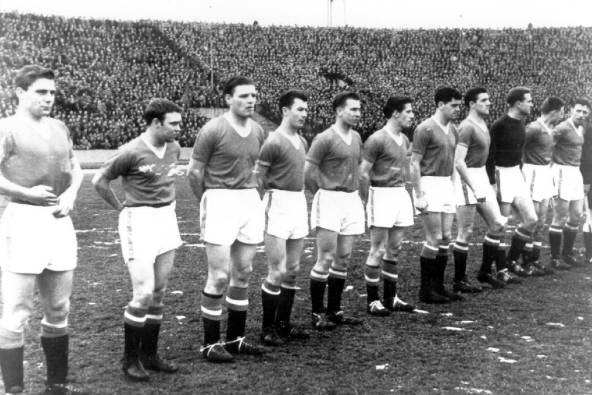
«Малыши Басби» перед своим последним матчем

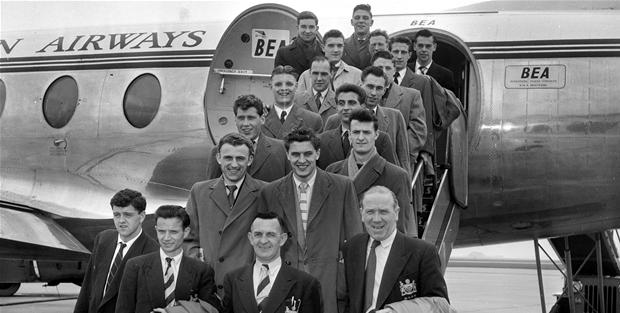
«Малыши Басби» в 1955 году

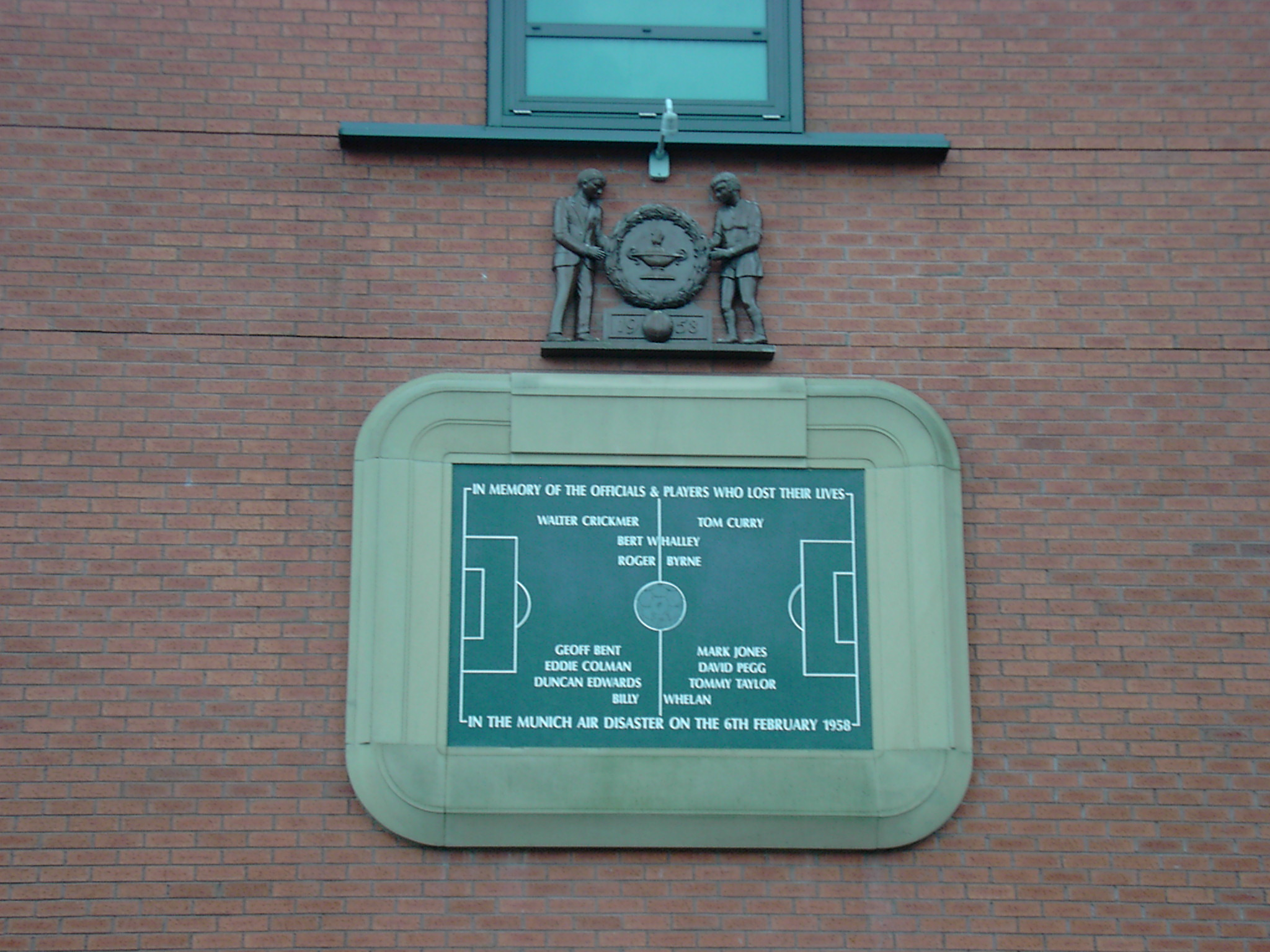
Мемориальная доска на стадионе «Олд Траффорд» в память о погибших в авиакатастрофе 1958 года

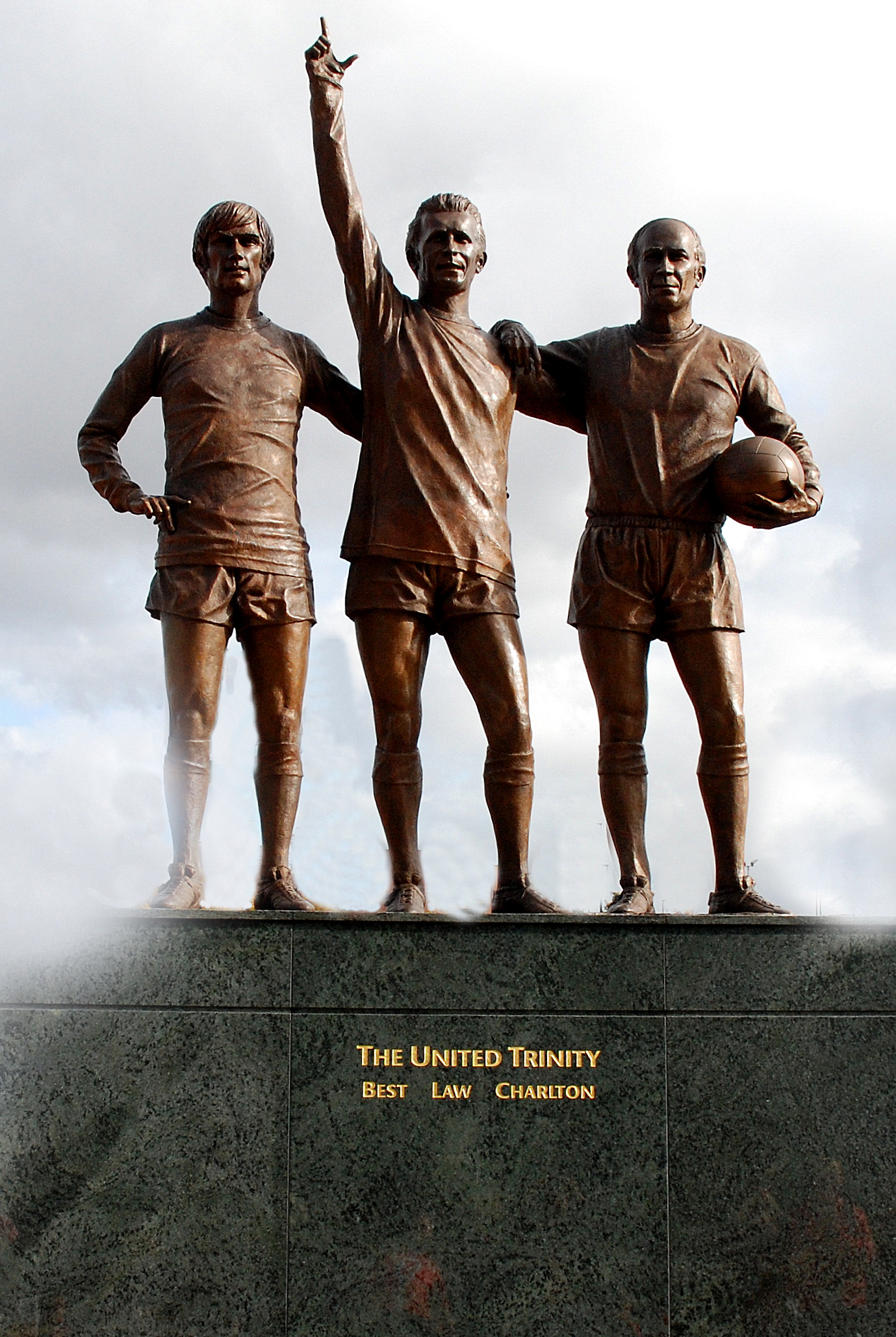
Памятник легендарной «троице» «Манчестер Юнайтед»: Бесту, Лоу и Чарльтону

В 1945 году главным тренером «Юнайтед» был назначен Мэтт Басби. Под руководством Басби и его ассистента Джимми Мерфи клуб занимал второе место в чемпионате в трёх сезонах подряд: 1946/47, 1947/48 и 1948/49, а в 1948 году выиграл Кубок Англии. В сезоне 1951/52 «Юнайтед» выиграл чемпионский титул Первого дивизиона — спустя 41 год после своего последнего триумфа в высшем дивизионе. Этот состав команды был уже достаточно возрастным, и Басби начал активно привлекать в основной состав игроков из молодёжного состава: Роджера Берна, Билла Фоулкса, Марка Джонса, Денниса Вайоллета. Успех пришёл не сразу: в сезоне 1952/53 обновлённая молодёжью команда Басби финишировала лишь на 8-м месте, но уже в сезоне 1955/56 «Юнайтед» стал чемпионом Англии. Средний возраст игроков этой команды составлял 22 года. Молодых воспитанников клуба того времени в прессе назвали «малышами Басби» (Busby Babes). В сезоне 1956/57 «Юнайтед» вновь выиграл чемпионат, а также дошёл до финала Кубка Англии и полуфинала Кубка европейских чемпионов, став первым английским клубом, принявшим участие в главном европейском клубном турнире.
В разгаре сезона 1957/58, по возвращении домой из Белграда после матча Кубка европейских чемпионов с «Црвеной Звездой», самолёт с игроками «Юнайтед» потерпел крушение в аэропорту Мюнхена 6 февраля 1958 года. Авиакатастрофа отняла жизни восьмерых футболистов — Джеффа Бента, Роджера Берна, Эдди Колмана, Дункана Эдвардса, Марка Джонса, Дэвида Пегга, Томми Тейлора и Лиама Уилана — и ещё пятнадцати пассажиров, включая членов тренерского штаба клуба Уолтера Крикмера, Берта Уолли и Тома Карри. Мэтт Басби получил тяжёлые травмы, но выжил, и спустя три месяца вернулся к руководству клубом. К удивлению многих, лишённый игроков основного состава «Юнайтед» достиг финала Кубка Англии 1958 года, в котором уступил «Болтону». В конце сезона УЕФА предложил Футбольной ассоциации Англии заявить в Кубок европейских чемпионов два клуба — чемпионов Англии «Вулверхэмптон Уондерерс» и «Манчестер Юнайтед», в дань памяти жертвам авиакатастрофы, но Футбольная ассоциация отклонила это предложение. В сезоне 1958/59 «Юнайтед» завершил чемпионат на 2-м месте.
В начале 1960-х Басби начал перестройку команды, подписав таких игроков, как Денис Лоу и Падди Креранд, одновременно продолжая искать и воспитывать молодых футболистов. Самым известным и талантливым из них стал уроженец Белфаста Джордж Бест. Обновлённая молодыми игроками команда Басби выиграла Кубок Англии 1963 года, хотя в Первом дивизионе финишировала лишь на 19-м месте. Уже в сезоне 1963/64 «Юнайтед» занял 2-е место в чемпионате, а в сезонах 1964/65 и 1966/67 становился чемпионом Англии. В 1968 году «Манчестер Юнайтед» вышел в финал Кубка европейских чемпионов, в котором обыграл португальскую «Бенфику» со счётом 4:1, став первым английским клубом, выигравшим этот главный европейский футбольный турнир. Три игрока из того состава «Юнайтед» выиграли «Золотой мяч»: Бобби Чарльтон, Денис Лоу и Джордж Бест. Их стали называть «Троицей „Юнайтед“» (United Trinity). В 2008 году в их честь был открыт памятник у стадиона «Олд Траффорд».
В 1969 году Мэтт Басби покинул пост главного тренера, уступив его тренеру резервной команды и бывшему игроку «Манчестер Юнайтед» Уилфу Макгиннесу.

### 1969—1986
Под руководством Макгиннесса «Юнайтед» занял всего лишь 8-е место в Футбольной лиге сезона 1969/70, и после провального начала сезона 1970/71 Макгиннесс покинул пост главного тренера команды, вернувшись к тренировке резервистов. Басби согласился временно вернуться на пост главного тренера, но уже через 6 месяцев, летом 1971 года, окончательно покинул клуб. В это же время из команды ушёл ряд опытных игроков, в том числе Нобби Стайлз и Падди Креранд. Главным тренером «Юнайтед» был назначен Фрэнк О’Фаррелл. Он, как и Макгиннесс, пробыл на посту главного тренера команды менее полутора лет, но, в отличие от последнего, покупал новых игроков для усиления состава. Возможно, самым важным его приобретением стала покупка Мартина Бакена из «Абердина» за 125 000 фунтов. В конце 1972 года главным тренером клуба стал Томми Дохерти по прозвищу «Док». Он спас «Юнайтед» от выбывания в сезоне 1972/73, но уже в следующем сезоне команда выбыла во Второй дивизион. К этому времени «звёздное трио» в лице Беста, Лоу и Чарльтона уже покинуло команду. На замену им были куплены Лу Макари, Стюарт Хьюстон, Брайан Гринхофф и Стюарт Пирсон, но ни один из них не мог сравниться по мастерству с ушедшими легендами клуба. По итогам сезона 1974/75 «Манчестер Юнайтед» вернулся в Первый дивизион, а в 1976 году дошёл до финала Кубка Англии, в котором уступил «Саутгемптону». Год спустя «Юнайтед» всё же выиграл Кубок Англии, обыграв в финальном матче 1977 года принципиального соперника, «Ливерпуль», со счётом 2:1. Несмотря на этот успех и свою популярность среди болельщиков, Дохерти был уволен вскоре после победы в Кубке Англии, когда раскрылся его роман с женой клубного физиотерапевта.
Летом 1977 года Дохерти на тренерском посту заменил Дейв Секстон. Секстону не удалось выиграть с командой никаких титулов, и в 1981 году он был уволен со своего поста. Его заменил харизматичный Рон Аткинсон, чей экстравагантный и публичный имидж отражался на тренерской работе. Он сразу же побил британский трансферный рекорд, купив Брайана Робсона из «Вест Бромвич Альбион». Кроме того, Аткинсон подписал таких футболистов как Реми Мозес, Пол Макграт, Йеспер Ольсен и Гордон Стракан и ввёл в состав воспитанников молодёжной академии клуба — Нормана Уайтсайда и Марка Хьюза. Под руководством Аткинсона «Юнайтед» дважды выиграл Кубок Англии — в 1983 и 1985 годах — и был фаворитом в борьбе за чемпионство в сезоне 1985/86, когда команда выиграла 10 стартовых матчей чемпионата и к октябрю на 10 очков опережала ближайших преследователей, однако затем потеряла форму и финишировала лишь на 4-м месте. В следующем сезоне команда так и не смогла набрать нужные кондиции и к ноябрю 1986 года балансировала на грани выбывания из Первого дивизиона. Аткинсон был уволен и на его место был назначен шотландский специалист Алекс Фергюсон.

### Эра Алекса Фергюсона (1986—2013)

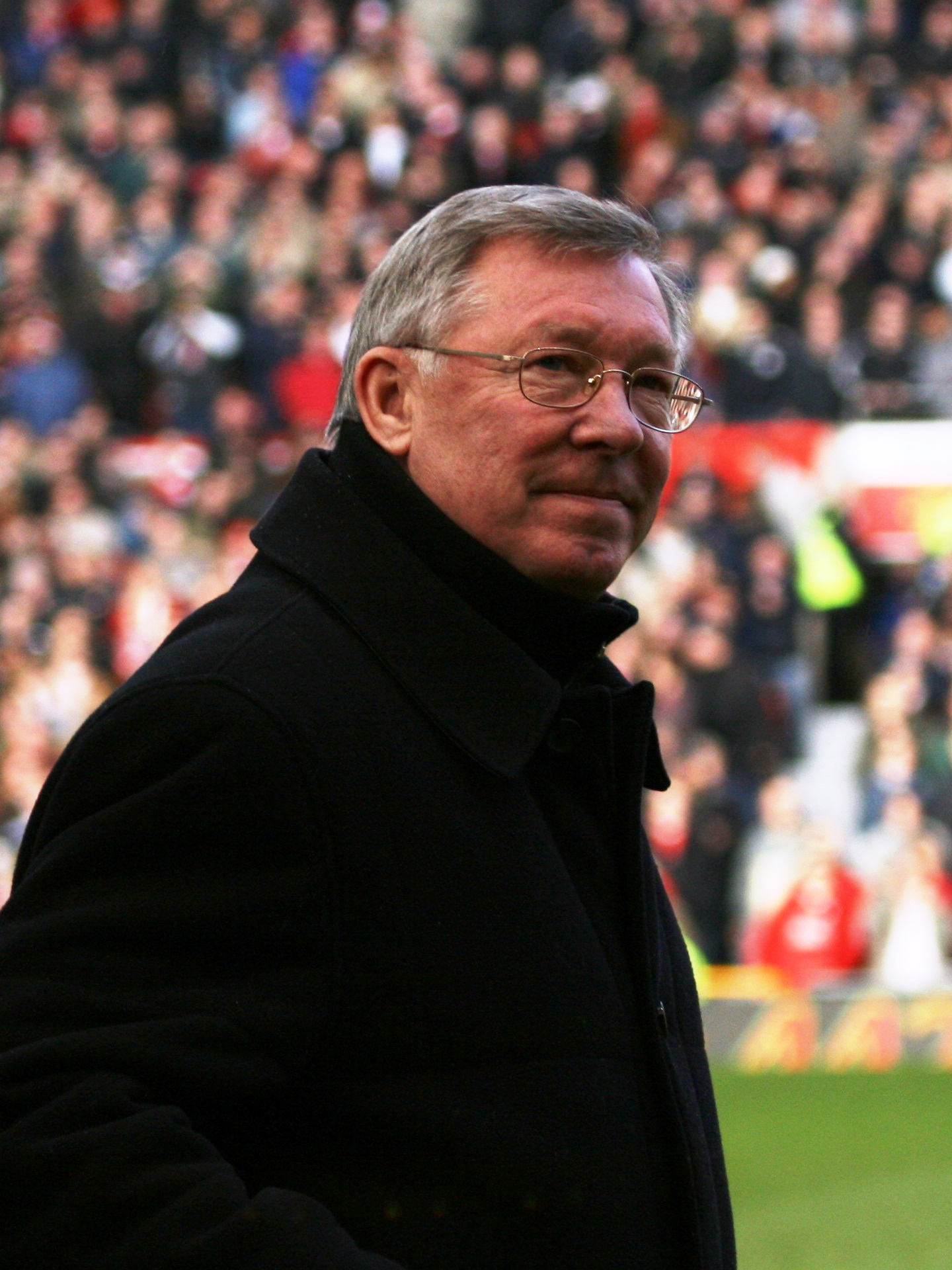
Сэр Алекс Фергюсон завоевал с «Манчестер Юнайтед» 38 трофеев

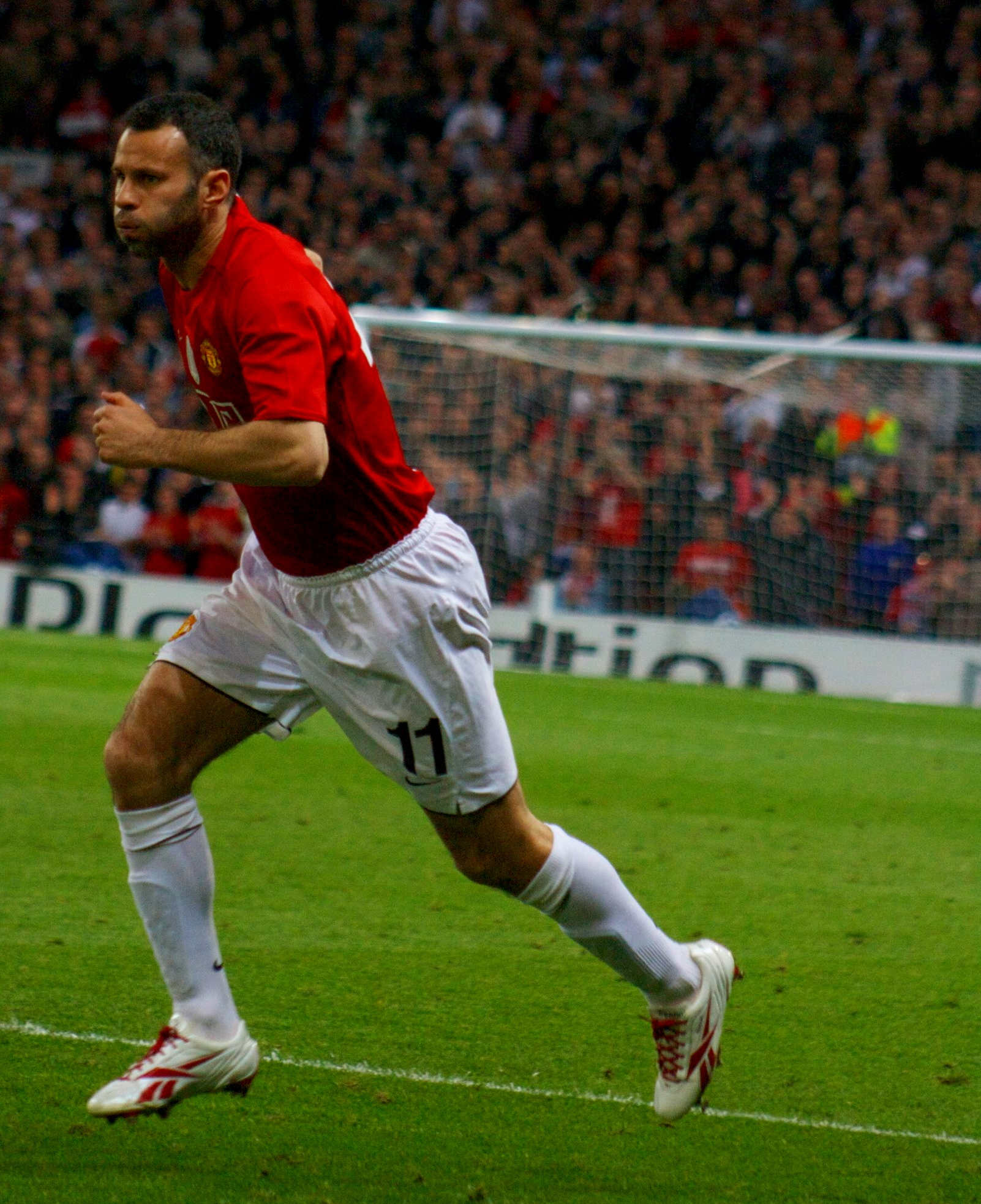
Райан Гиггз, самый титулованный игрок в истории английского футбола

В первом сезоне под руководством Алекса Фергюсона «Манчестер Юнайтед» завершил чемпионат на 11-м месте. Уже в сезоне 1987/88 «Юнайтед» финишировал вторым, однако не смог повторить этот успех в следующем сезоне. В начале 1990 года Фергюсон был на грани отставки из-за длительной серии матчей без побед. Однако удачное выступление команды в Кубке Англии, завершившееся победой в финале над «Кристал Пэлас», сохранило за Фергюсоном тренерский пост.
В сезоне 1990/91 «Юнайтед» вышел в финал Кубка Футбольной лиги, в котором уступил клубу Рона Аткинсона «Шеффилд Уэнсдей». В этом же сезоне «Манчестер Юнайтед» выиграл Кубок обладателей кубков и Суперкубок Европы. В следующем сезоне клуб снова добрался до финала Кубка Футбольной лиги, и на этот раз выиграл его, победив «Ноттингем Форест». Летом 1991 года в команду перешёл датский голкипер Петер Шмейхель, проведя 17 «сухих матчей» в чемпионате сезона 1991/92, в котором «Юнайтед» финишировал на 2-м месте после «Лидс Юнайтед». В 1992 году клуб подписал Эрика Кантона́ за 1,2 млн фунтов. Переход в клуб харизматичного француза тут же сказался на результатах команды: в сезоне 1992/93 «Манчестер Юнайтед» выиграл чемпионский титул — впервые с 1967 года. В июле 1993 года в команду из «Ноттингем Форест» перешёл ирландский полузащитник Рой Кин, впоследствии ставший одной из легенд клуба. В сезоне 1993/94 «Юнайтед» впервые в своей истории выиграл «дубль»: Премьер-лигу и Кубок Англии. После окончания неудачного для команды сезона 1994/95 Фергюсон продал ряд ключевых футболистов (Марка Хьюза, Пола Инса и Андрея Канчельскиса), заменив их игроками из молодёжной академии «Юнайтед» (среди них были Дэвид Бекхэм, Пол Скоулз, Гари и Фил Невиллы, Ники Батт). Обновлённый молодёжью «Юнайтед» в сезоне 1995/96 снова выиграл «дубль». После ухода из команды Стива Брюса в 1996 году новым капитаном был назначен Кантона. Он привёл команду к очередному чемпионству в сезоне 1996/97, но по его окончании неожиданно объявил о завершении карьеры. На замену французскому форварду был приобретён Тедди Шерингем, а футболка с номером «7» перешла к Дэвиду Бекхэму. Сезон 1998/99 стал самым успешным за всю историю клуба: «Манчестер Юнайтед» выиграл Премьер-лигу, Кубок Англии и Лигу чемпионов, став первым английским клубом, которому покорился подобный «требл» в одном сезоне. Чемпионский титул Премьер-лиги «Юнайтед» выиграл лишь в последнем туре, обыграв «Тоттенхэм Хотспур» со счётом 2:1. В финале Кубка Англии «красные дьяволы» со счётом 2:0 победили «Ньюкасл». В финале Лиги чемпионов «Юнайтед» выиграл у мюнхенской «Баварии», вырвав победу со счётом 2:1 в добавленное время. После этой победы Фергюсон был посвящён в рыцари за заслуги перед футболом. По завершении триумфального сезона клуб также стал обладателем Межконтинентального кубка, победив бразильский клуб «Палмейрас».
«Юнайтед» выиграл Премьер-лигу в сезонах 1999/2000 и 2000/01, но на европейской арене выступал неудачно. Сезон 2001/02 команда завершила на 3-м месте, однако в следующем сезоне вновь выиграла Премьер-лигу. После этого успеха «Манчестер Юнайтед» не мог выиграть чемпионский титул на протяжении четырёх лет. В 2004 году клуб выиграл Кубок Англии. Титул чемпионов Англии вернулся на «Олд Траффорд» лишь по итогам сезона 2006/07. В сезоне 2007/08 «Юнайтед» удалось выиграть «европейский дубль», став чемпионами в Премьер-лиге и Лиге чемпионов. В сезоне 2008/09 «Манчестер Юнайтед» в третий раз подряд стал чемпионом Премьер-лиги, а также выиграл Кубок Футбольной лиги и Клубный чемпионат мира. Летом 2009 года Криштиану Роналду был продан в мадридский «Реал» за рекордную сумму в 80 млн фунтов. В 2010 году «Юнайтед» выиграл Кубок Футбольной лиги, обыграв в финале «Астон Виллу» со счётом 2:1 и впервые в своей истории защитил свой титул в кубковом турнире. В сезоне 2010/11 «Манчестер Юнайтед» в 19-й раз в своей истории выиграл чемпионский титул, опередив по этому показателю «Ливерпуль», и стал самым успешным клубом в истории английского футбола в домашних турнирах. Два года спустя, в сезоне 2012/13, «Юнайтед» вновь выиграл Премьер-лигу, став чемпионом Англии в 20-й раз в своей истории. В начале мая 2013 года сэр Алекс Фергюсон объявил о решении завершить тренерскую карьеру после окончания сезона.

### С 2013 года
8 мая 2013 года Алекс Фергюсон объявил о решении завершить тренерскую карьеру по окончании сезона 2012/13, при этом оставшись в клубе в качестве члена совета директоров, а также посла клуба. 9 мая было объявлено, что новым главным тренером клуба станет Дэвид Мойес, до этого тренировавший «Эвертон». Мойес подписал с клубом шестилетний контракт. 22 апреля 2014 года Мойес был уволен с поста главного тренера клуба из-за плохих результатов: команда не смогла квалифицироваться в Лигу чемпионов, занимая только 7-е место, а результаты домашних матчей «Юнайтед» при Мойесе были худшими с 1978 года. Исполняющим обязанности главного тренера до окончания сезона был Райан Гиггз.
Летом 2014 года главным тренером «Юнайтед» был назначен голландец Луи ван Гал. В летнее трансферное окно за рекордную сумму в 59,7 млн фунтов у «Реала» был куплен атакующий полузащитник Анхель Ди Мария. По итогам сезона 2014/15 команда под руководством ван Гала заняла 4-е место в Премьер-лиге, что позволило ей вернуться в Лигу чемпионов в следующем сезоне. В сезоне 2015/16 «Юнайтед» занял в чемпионате лишь 5-е место и не смог выйти из группы в Лиге чемпионов, но при этом команда выиграла 12-й Кубок Англии в своей истории. Несмотря на победу в Кубке, 23 мая 2016 года Луи ван Гал был уволен с поста главного тренера клуба.
27 мая 2016 года главным тренером «Юнайтед» был назначен Жозе Моуринью, подписавший с клубом трёхлетний контракт. Летом 2016 года «Манчестер Юнайтед» побил мировой трансферный рекорд, заплатив 105 млн евро (89 млн фунтов) за Поля Погба. В свой первый сезон в «Юнайтед» Моуринью помог команде выиграть Суперкубок Англии, Кубок Футбольной лиги и Лигу Европы. В сезоне 2017/18 команда заняла в Премьер-лиге второе место и дошла до финала Кубка Англии, в котором уступила «Челси». Сезон 2018/19 команда начала неудачно: старт сезона был худшим в истории «Манчестер Юнайтед» в Премьер-лиге. После поражения от «Ливерпуля» 15 декабря 2018 года Моуринью был уволен.
Исполняющим обязанности главного тренера до окончания сезона был назначен норвежский специалист Уле Гуннар Сульшер. Сульшер в первых своих восьми матчах одержал восемь побед, став первым главным тренером в истории клуба, которому удалось подобное достижение. 28 марта 2019 года «Манчестер Юнайтед» назначил Сульшера главным тренером на постоянной основе, заключив с норвежцем трёхлетний контракт. После этого «Юнайтед» одержал только две победы в оставшихся десяти матчах. По итогам сезона 2018/19 команда заняла 6-е место в Премьер-лиге, что не позволило ей попасть в Лигу чемпионов следующего сезона. В сезоне 2019/20 «Юнайтед» занял в Премьер-лиге 3-е место, вернувшись в Лигу чемпионов. В следующем сезоне команда заняла второе место в Премьер-лиге. 21 ноября 2021 года Сульшер был уволен после плохих результатов в Премьер-лиге, временно исполняющим обязанности главного тренера был назначен Майкл Каррик, под руководством которого команда провела три матча. 29 ноября 2021 года было объявлено о назначении немецкого специалиста Ральфа Рангника временным главным тренером «Манчестер Юнайтед» до окончания сезона.
В сезоне 2022/23 «Юнайтед» возглавил нидерландский тренер Эрик тен Хаг. 26 февраля 2023 года «Манчестер Юнайтед» выиграл Кубок Английской футбольной лиги, обыграв в финале «Ньюкасл Юнайтед» со счётом 2:0 и завоевал свой первый за шесть лет трофей. 25 мая 2024 года «Юнайтед» выиграл свой 13-й Кубок Англии, обыграв финале «Манчестер Сити» со счётом 2:1. 28 октября 2024 года Эрик тен Хаг был уволен после поражения от «Вест Хэм Юнайтед». На тот момент команда занимала четырнадцатое место в турнирной таблице Премьер-лиги и выиграла лишь 4 из 14 матчей в сезоне 2024/25. Временным главным тренером стал Руд ван Нистелрой. Постоянным главным тренером «Юнайтед» с 11 ноября 2024 года стал португалец Рубен Аморим.

## Клубные цвета, форма и эмблема
| 1878—1886 | 1888—1890 | 1894—1896 | 1896—1902 | 1903—1907 | 1922—1927 |

| 1934 | 1980—1984 | 1984—1986 | 1986—1988 | 1988—1990 | 1990—1992 |

| 1992—1994 | 1994—1996 | 1996—1998 | 1998—2000 | 2000—2002 | 2002—2004 |

| 2004—2006 | Сезон 2006/07 | 2007—2009 | Сезон 2009/10 | Сезон 2010/11 | Сезон 2011/12 |

| Сезон 2012/13 | Сезон 2013/14 | Сезон 2014/15 | Сезон 2015/16 | Сезон 2016/17 | Сезон 2017/18 |

| Сезон 2018/19 | Сезон 2019/20 | Сезон 2020/21 | Сезон 2021/22 | Сезон 2022/23 | Сезон 2023/24 |

Под названием «Ньютон Хит» клуб выступал в форме разных цветов, наиболее известными из которых были жёлто-зелёные футболки в 1878—1892 годах и затем снова с 1894 по 1896 год (эти же цвета были возвращены на выездную клубную форму в начале 1990-х годов). Другие комплекты формы «Ньютон Хит» включали красно-белые цвета (1892—1894) и полностью белую форму (1896—1902) — оба этих комплекта шли с синими шортами. В 1902 году в связи с изменением названия клуба на «Манчестер Юнайтед» клубные цвета изменились на красные футболки, белые шорты и чёрные гетры, что с тех пор стало стандартом для большинства домашних форм «Юнайтед». Самым известным исключением из этого правила стала форма, которую команда надела в финале Кубка Англии 1909 года против «Бристоль Сити», которая была белой с красной лентой в форме буквы «V». Этот дизайн был возрождён в 1920-е годы, перед тем как «Юнайтед» вернулся к полностью красным футболкам. В сезоне 2009/2010 на домашнюю и выездную формы клуба вновь вернулся шеврон форме буквы «V» в честь 100-летней годовщины выступлений команды на стадионе «Олд Траффорд».

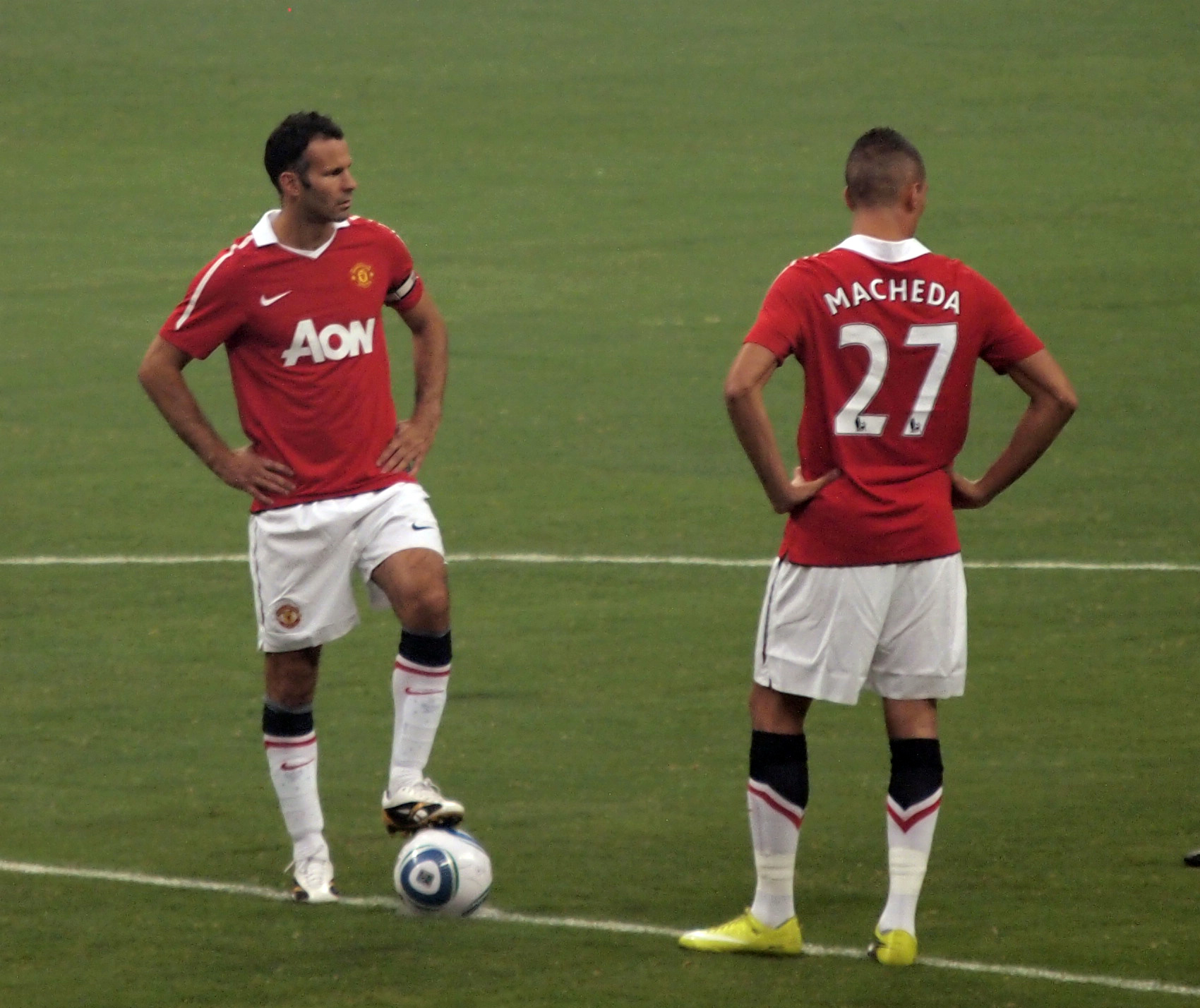
Райан Гиггз и Федерико Македа в традиционных цветах «Манчестер Юнайтед»

В качестве выездной формы обычно использовались белые футболки, чёрные шорты и белые гетры, но были и исключения. Например, с 1903 по 1916 год команда играла в полосатых сине-белых футболках, с 1994 по 2003 год — в чёрных, в 2000 году — в тёмно-синих с серебряными горизонтальными полосками. Одной из самых знаменитых (хотя и недолговечных) выездных комплектов «Юнайтед» были полностью серые формы в сезоне 1995/96. От них было решено отказаться после того, как «Манчестер Юнайтед» не смог выиграть ни одной игры в этой форме. В перерыве матча против «Саутгемптона», когда «Юнайтед» проигрывал со счётом 3:0, было решено поменять форму на сине-белую; однако, матч все равно был проигран со счётом 3:1. По признанию футболистов, серая форма была недостаточно заметной, что сказывалось на эффективности действий команды.
Третья (резервная) форма «Юнайтед» часто бывает синего цвета — в дань уважения к форме, в которой клуб выиграл финал Кубка европейских чемпионов в 1968 году.
На данный момент домашняя форма «Манчестер Юнайтед» представляет собой футболки красного цвета, белые шорты и чёрные гетры. Логотип клуба располагается на левой стороне футболки, логотип adidas белого цвета — на правой стороне; а по центру футболки находится логотип спонсора, компании TeamViewer.

### Эмблема

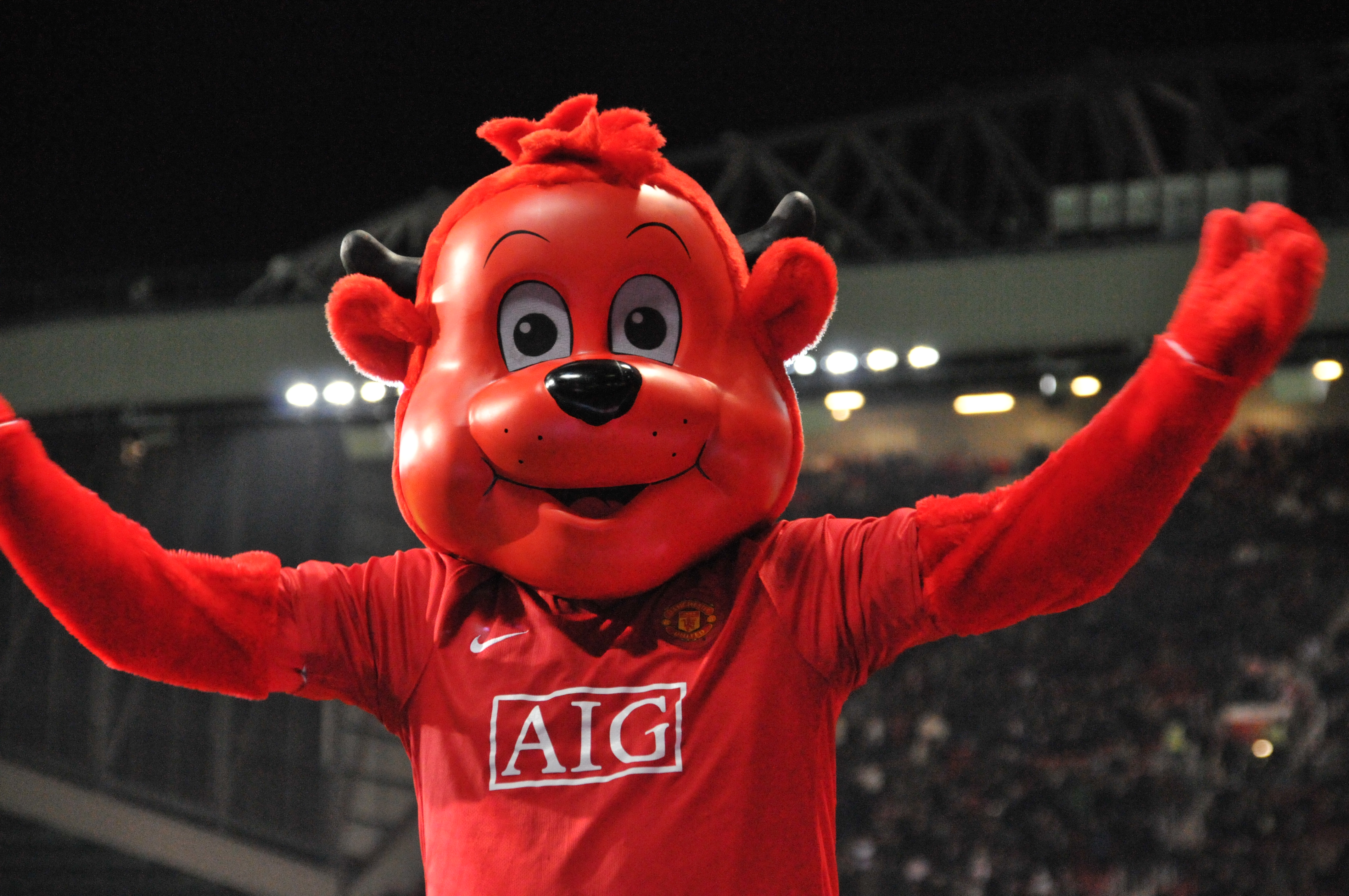
Красный Фред (Fred the Red), маскот клуба

В XIX веке и первой половине XX века клубы редко размещали эмблемы на футболках. Это обычно происходило лишь в финальных матчах, например, в Кубке Англии. Так, в первом финале «Манчестер Юнайтед» в Кубке Англии на футболках была размещена красная роза Ланкашира.
Спустя почти 40 лет, в финале Кубка Англии 1948 года на футболках «Юнайтед» была эмблема с гербом города Манчестер.
В 1960-е годы в официальных документах клуба появилась новая эмблема. Её дизайн также был основан на гербе Манчестера. Три линии на эмблеме отображают три реки Манчестера: Медлок, Эруэлл и Ирк. Исторически эти элементы использовались на древних гербах семейства Грелли (первые бароны Манчестера). В верхней части эмблемы расположен корабль, символ торговли и предпринимательства города. Вместо футбольных мячей (как на современной эмблеме клуба) использованы розы, являющиеся символом графства Ланкашир.
В начале 1970-х годов эмблема изменилась: в центре появился дьявол с красным трезубцем, а вместо роз по бокам были расположены футбольные мячи.
Дьявол на эмблеме происходит от прозвища команды, «красные дьяволы» (англ. Red Devils), которое появилось в начале 1960-х годов, когда Мэтт Басби позаимствовал это название у регбийного клуба «Солфорд Сити».
В 1998 году логотип клуба снова поменял дизайн: на этот раз из него исчезли слова Football Club, а также были несколько изменены пропорции и цвета.

Красная роза Ланкашира
Герб Манчестера

## Стадион

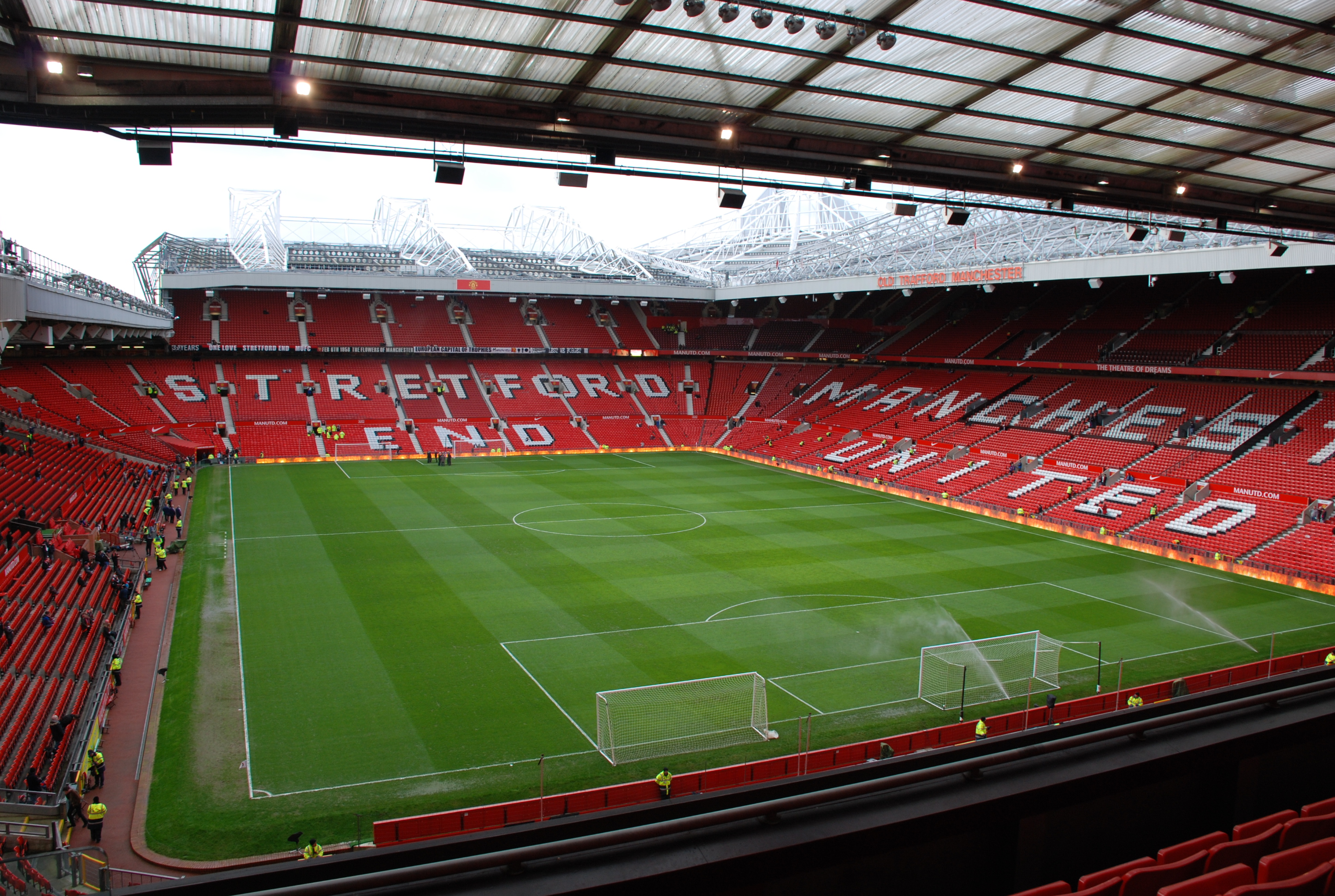
Внутри стадиона «Олд Траффорд»

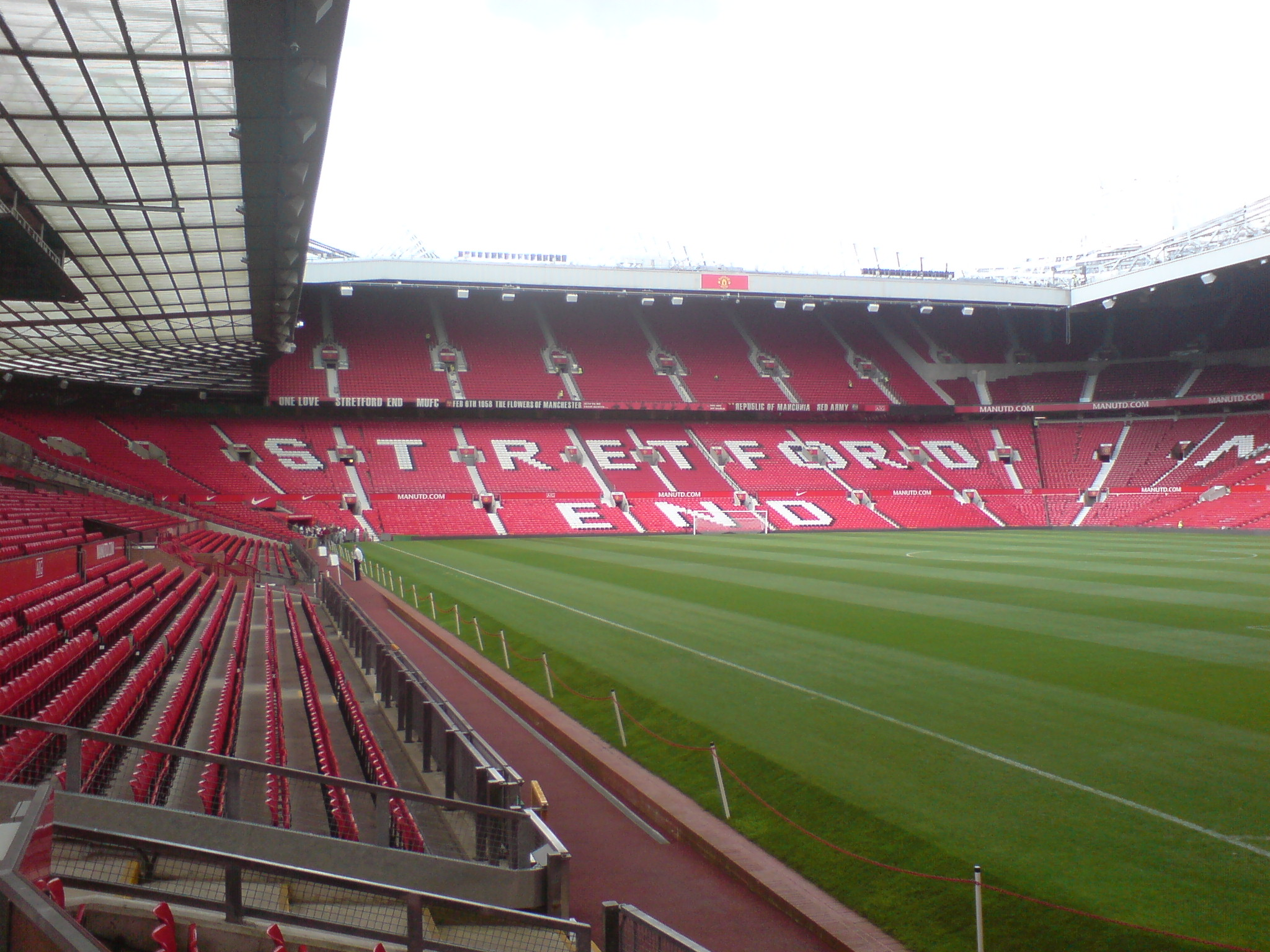
Западная трибуна «Олд Траффорд», Стретфорд Энд

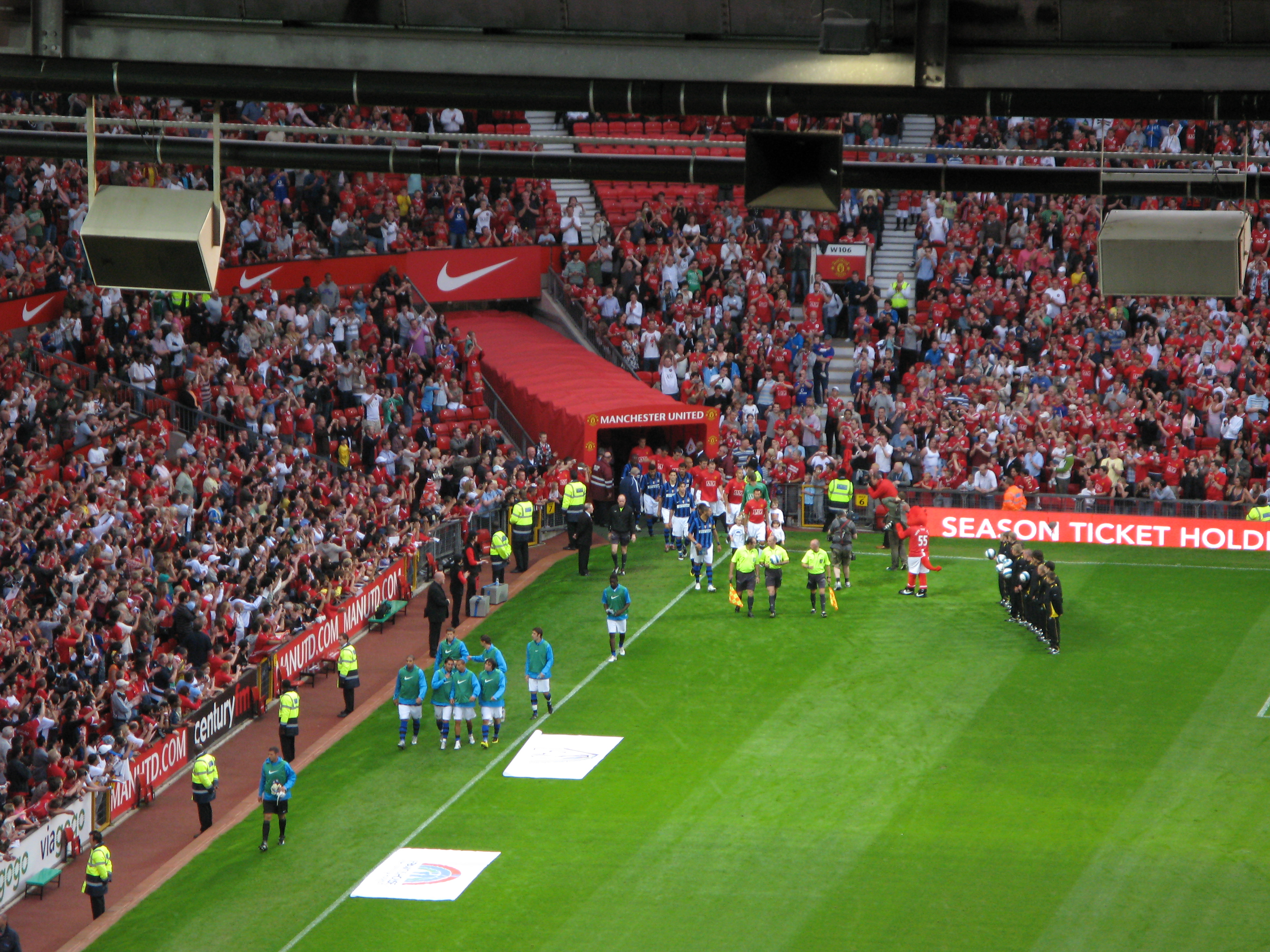
Выход футболистов на поле стадиона «Олд Траффорд»

С момента своего основания «Ньютон Хит» проводил домашние матчи на небольшом стадионе «Норт Роуд». Гостевые команды часто жаловались на качество поля, которое было «болотистым с одного конца и каменистым как карьер с другого конца». Раздевалки располагались в десяти минутах ходьбы от стадиона, в пабе «Три Короны» на Олдемской дороге. Позднее их перенесли в «Отель „Ножницы“», ещё один паб на Олдемской дороге.
«Язычники» выступали на «Норт Роуд» на протяжении 15 лет (с 1878 по 1893 год), после чего переехали на новый стадион «Бэнк Стрит» в окрестностях Клейтона. Этот стадион был ненамного лучше предыдущего: редкие пучки травы пробивались на песчаной поверхности поля, а облака дыма с ближайшей фабрики нависали над стадионом. Однажды клуб «Уолсолл Таун Свифтс» отказался играть на этом стадионе, сославшись на ужасное состояние поля. Однако на поле уложили песок и гостевую команду всё-таки убедили сыграть на поле (они проиграли со счётом 14:0). Проигравшая сторона опротестовала результат матча, ссылаясь на плохое состояние поля как главную причину своего поражения, и матч был переигран. Во второй попытке состояние поля было не намного лучше, и клуб из Уолсолла снова потерпел поражение, на этот раз со счётом 9:0.
В 1902 году клуб был близок к банкротству, а «Бэнк Стрит» был закрыт приставами. В последний момент капитан команды Гарри Стаффорд смог собрать денег для того, чтобы заплатить за следующую выездную игру против «Бристоль Сити» и нашёл временный стадион в соседнем городе Харпурхей на следующую домашнюю игру против «Блэкпула».
После изменения названия клуба на «Манчестер Юнайтед» началось строительство нового стадиона. За шесть недель до первой победы «Юнайтед» в Кубке Англии в апреле 1909 года было объявлено, что новым стадионом команды станет «Олд Траффорд», на строительство которого было выделено 60 000 фунтов. Архитектором стадиона стал Арчибальд Лейтч. После завершения строительства стадион мог вмещать 76 962 зрителя. На первой игре после открытия стадиона билеты на стоячие трибуны стоили 6 пенсов, а самые дорогие сидячие места на главной трибуне — 5 шиллингов. Первой игрой, состоявшейся на «Олд Траффорд», стал матч против «Ливерпуля» 19 февраля 1910 года, в котором победили гости со счётом 4:3.
Стадион был сильно разрушен во время Второй мировой войны, в ходе немецкого авианалёта на Манчестер 11 марта 1941 года. Бомбовый удар почти полностью уничтожил Южную трибуну, от которой остался лишь центральный туннель. До 1949 года, когда стадион был восстановлен, клуб проводил домашние матчи на стадионе «Мейн Роуд», домашнем поле «Манчестер Сити».
После этого стадион постоянно улучшался: была добавлена крыша над «Стретфорд Энд», а затем и над Северной и Восточной трибунами. В дальнейшем старая крыша была заменена на консольную. Последней трибуной, получившей консольную крышу, стал «Стретфорд Энд» перед началом сезона 1993/94.
В середине 1950-х годов на стадионе были установлены прожекторы. Было возведено четыре колонны высотой в 55 м, на каждой из которых разместилось 54 прожектора. Система освещения стоила клубу 40 000 фунтов и была впервые использована в матче, состоявшемся 25 марта 1957 года. Старые прожекторы были демонтированы лишь в 1987 году, когда их заменили на новые, встроенные в крышу каждой из трибун. Эти прожекторы используются и по сей день.
В 1990-е годы, после трагедии на «Хиллсборо», был составлен Доклад Тейлора, обязывавший перестроить все стадионы в полностью сидячие. Из-за реконструкции, последовавшей за этим, вместимость «Олд Траффорд» снизилась примерно до 44 000 мест. Однако из-за постоянного роста популярности клуба стадион продолжал расширяться. В 1995 году Северная трибуна была разделена на три яруса, что увеличило вместимость стадиона до 55 000 мест. За этим последовали расширения Восточной и Западной трибун, что увеличило вместимость стадиона до 68 000. Последняя реконструкция была завершена в 2006 году, когда были открыты северо-восточный и северо-западные квадранты, что повысило вместимость стадиона до 76 098 мест. В 2009 году на стадионе прошла небольшая реконструкция, из-за чего его вместимость снизилась на 255 мест, до 75 957 мест.
Для дальнейшего расширения стадиона — в особенности трибуны имени сэра Бобби Чарльтона (южной трибуны), которая лишь из одного яруса — потребуются масштабные затраты, связанные с необходимостью выкупа до 50 домов, расположенных рядом со стадионом, и сложных инженерных и строительных работ в ограниченном пространстве над железнодорожными путями. Потенциальное расширение предполагает строительство как минимум одного дополнительного яруса на трибуне имени сэра Бобби Чарльтона, а также юго-западных и юго-восточных квадрантов для восстановления «эффекта чаши» на стадионе. По текущим оценкам, вместимость стадиона после такой реконструкции может составить около 88 000 мест. Однако из-за вышеперечисленных сложностей она может занять не один сезон и потребовать временного переезда «Манчестер Юнайтед» на другой стадион.
11 марта 2025 года клуб объявил о соглашении с архитектурным бюро Foster and Partners по поводу строительства нового стадиона вместимостью 100 тысяч зрителей (рабочее название — «Новый Траффорд»). Стоимость его строительства составит около 2 млрд фунтов.

## Болельщики

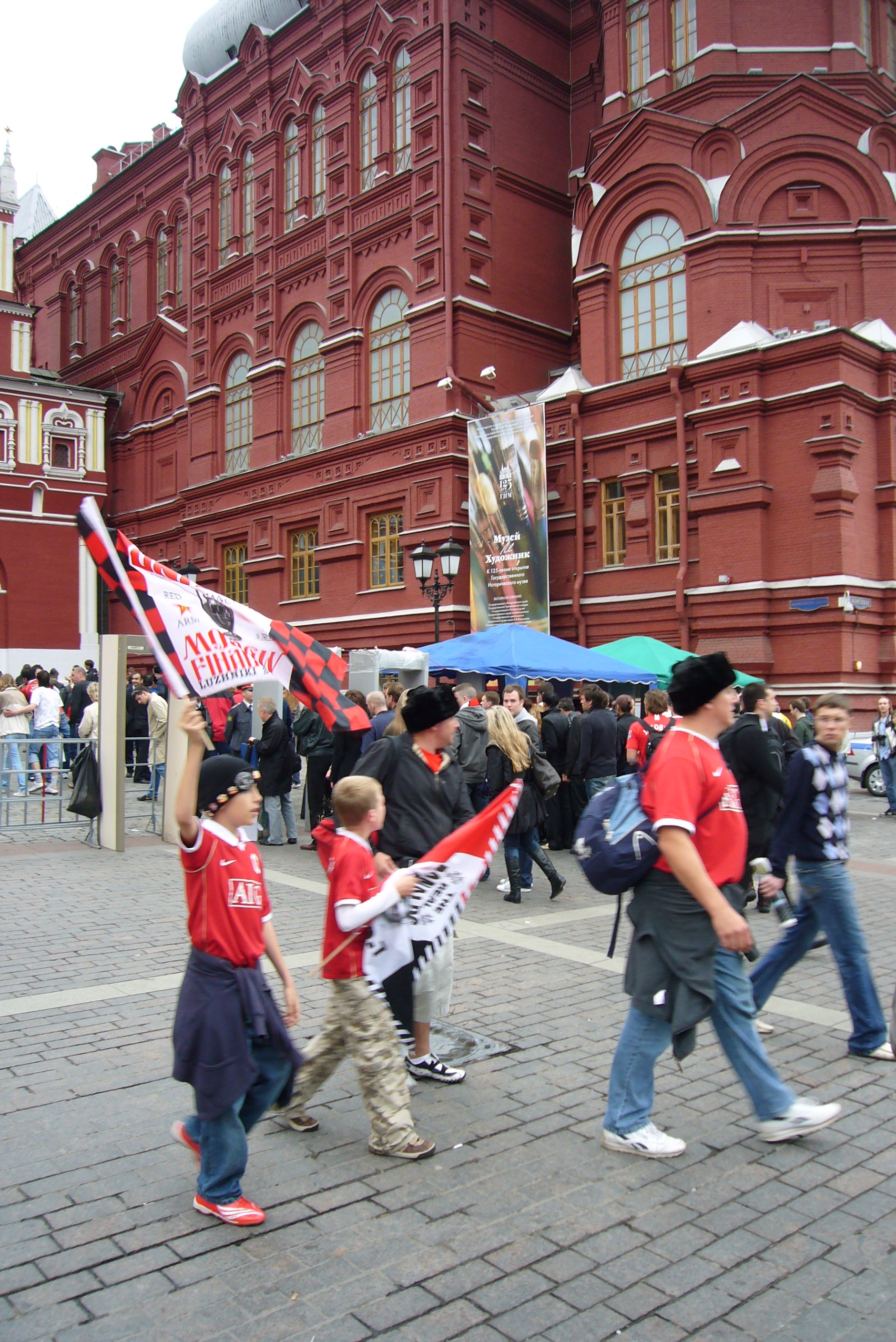
Болельщики «Манчестер Юнайтед» на Манежной площади в Москве

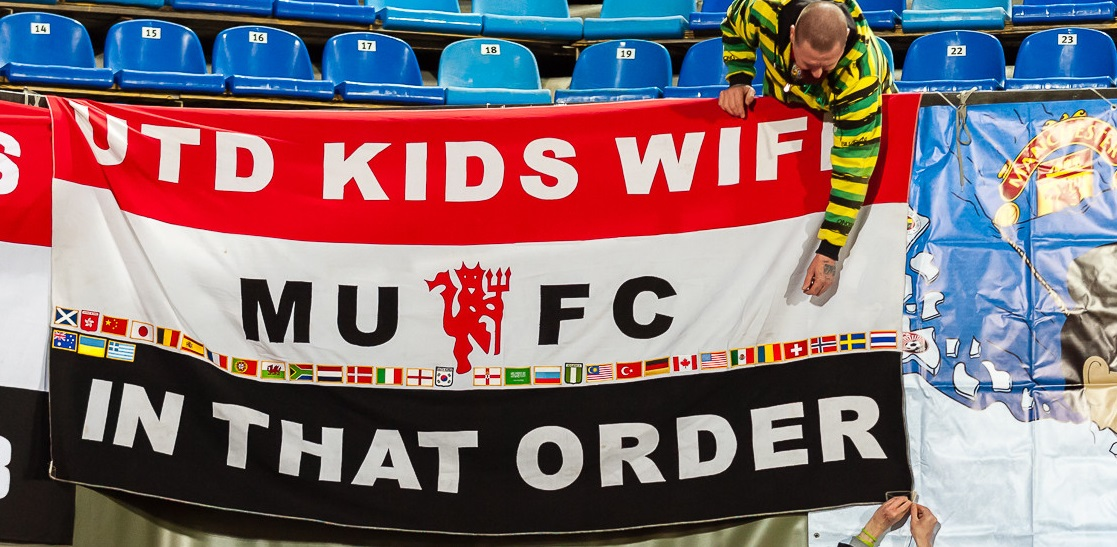
Баннер болельщиков «Манчестер Юнайтед»

«Манчестер Юнайтед» считается самым популярным футбольным клубом в мире с самой высокой посещаемостью домашних матчей среди всех европейских клубов. Сеть фан-клубов включает более 200 официально признанных филиалов Manchester United Supporters Club (MUSC), расположенных в 24 странах мира. Для поддержания своей популярности клуб регулярно путешествует по всему свету в рамках предсезонной подготовки. По оценкам компании Kantar, в 2012 году у «Манчестер Юнайтед» было 659 миллионов болельщиков по всему миру. В 38 из 45 последних сезонов чемпионата Англии, начиная с сезона 1964/65, средняя посещаемость домашних матчей «Юнайтед» была наивысшей среди всех футбольных клубов Англии. По количеству подписчиков в социальных сетях по состоянию на август 2018 года «Манчестер Юнайтед» занимал первое место среди всех клубов Англии и третье место в мире, уступая только испанским клубам «Барселона» и «Реал Мадрид».
Крупнейшими объединениями болельщиков клуба являются Независимая ассоциация болельщиков «Манчестер Юнайтед» (Independent Manchester United Supporters Association, IMUSA), которая имеет тесные связи с клубом через официальный форум, и Траст болельщиков «Манчестер Юнайтед» (Manchester United Supporters' Trust, MUST). После приобретения клуба семьёй Глейзеров в 2005 году часть болельщиков, недовольных этой сделкой, основала новый клуб «Юнайтед оф Манчестер».
Западная трибуна стадиона «Олд Траффорд», известная под названием «Стретфорд Энд», является наиболее известным местом сосредоточения фанатов, поддерживающих команду песнями и кричалками, а также разнообразными баннерами.

### Соперничество с другими клубами
По поводу того, кто является главным соперником «Манчестер Юнайтед», существуют различные мнения. Традиционно главными соперниками клуба были «Ливерпуль», «Манчестер Сити» и «Лидс Юнайтед»; в начале 2000-х к этому списку добавился «Арсенал».
В настоящее время большинство болельщиков «Юнайтед» считает «Ливерпуль» главным соперником, что связано с успехами обоих клубов, а также их географической близостью, тогда как другие болельщики полагают, что злейшим соперником «Юнайтед» является «Манчестер Сити». Соперничество с «Ливерпулем» началось в 1960-е годы, когда оба клуба были среди сильнейших команд Англии, и продолжается до сих пор. Соперничество с «Манчестер Сити» началось раньше, ещё в 1890-е годы, и до сих пор остаётся ожесточённым и принципиальным, так как обе команды выступали в одном дивизионе на протяжении большей части своей истории.
Согласно данным опроса Do You Come From Manchester? (Вы из Манчестера?), проведённого Университетом Манчестера в 2002 году, процент держателей сезонных абонементов из собственно Манчестера среди болельщиков «Сити» выше, чем среди болельщиков «Юнайтед» (40 % против 29 % соответственно), хотя в абсолютном выражении лидерство удерживает «Юнайтед» (всего держателей сезонных абонементов «Юнайтед» — 27 667, «Сити» — 16 481, из них из Манчестера: абонементов «Юнайтед» — 7808, «Сити» — 6678). Таким образом, опрос опроверг распространённый стереотип о том, что большинство жителей Манчестера болеет за «Сити».
Соперничество с «Лидс Юнайтед» берёт свои истоки ещё в конфликте между Йоркширом и Ланкаширом. Противостояние между двумя клубами началось в конце 1960-х годов, когда «Лидс» начал уверенно выступать в Англии, и продолжилось в 1970-е — 1980-е годы, достигнув своего пика в 1992 году, когда «Лидс» опередил «Манчестер Юнайтед» в чемпионской гонке.
Соперничество с «Арсеналом» относится к современному периоду в истории клуба и, в отличие от других противостояний, базируется собственно на игровом состязании в пределах футбольного поля, которое было особенно ожесточённым с конца 1990-х годов, когда «Арсенал» и «Юнайтед» активно сражались за чемпионский титул.

## Владельцы клуба
В 1989 году председатель «Манчестер Юнайтед» Мартин Эдвардс принял предложение бизнесмена Майкла Найтона о продаже клуба за 20 млн фунтов. Однако из-за финансовых сложностей сделка не состоялась, хотя Найтон вошёл в совет директоров клуба.
В 1998 году американский бизнесмен Руперт Мердок пытался приобрести «Манчестер Юнайтед», но болельщики клуба объединились в организацию под названием «Акционеры „Юнайтед“ против Мердока» (Shareholders United Against Murdoch) — сейчас эта организация известна под названием Траст болельщиков «Манчестер Юнайтед» (Manchester United Supporters' Trust) — и успешно противостояли его захвату.
13 мая 2005 года американский бизнесмен Малкольм Глейзер получил контрольный пакет акций клуба стоимостью около 1,47 млрд. долларов. 16 мая он увеличил свою долю до 75 %, необходимых для получения полного контроля над клубом.
В июле 2006 года клуб объявил о рефинансировании своего долга в размере 660 млн фунтов, что привело к снижению выплат по процентам на 30 % в год, до 62 млн фунтов в год. В январе 2010 года долги клуба составляли 716,5 млн фунтов (1,17 млрд долларов); «Манчестер Юнайтед» рефинансировал долг посредством эмиссии облигаций на сумму в £504 млн. Годовые проценты по облигациям, срок погашения которых наступал 1 февраля 2017 года, составляли около £45 млн в год.
Несмотря на реструктурирование долга, болельщики провели акции протеста против Глейзеров 23 января 2010 года на стадионе «Олд Траффорд» и возле Тренировочного центра Траффорда. Протест был организован группами болельщиков, призывающих приходить на матчи клуба в одежде и аксессуарах зелёного и золотого цветов (цвета оригинальной формы «Ньютон Хит»). 30 января 2010 года появились данные о том, что Траст болельщиков «Манчестер Юнайтед» (MUST) провёл переговоры с группой состоятельных болельщиков, получивших название «Красные рыцари» (Red Knights), которые собирались выкупить клуб у Глейзеров. В конце мая 2010 года Глейзеры выступили с заявлением, что не собираются продавать клуб. По состоянию на сентябрь 2018 года долг «Манчестер Юнайтед», связанный с займами Глейзеров, составлял 487 млн фунтов при ежегодных доходах клуба в размере 590 млн фунтов. 22 ноября 2022 года Глейзеры выступили с заявлением о «начале процесса изучения стратегических альтернатив» для клуба, что может включать в себя его продажу.

## Глобальный бренд
«Манчестер Юнайтед» является глобальным брендом: согласно данным отчёта 2009 года, название клуба и связанная с ним интеллектуальная собственность оценивалась в 329 млн фунтов, а бренд получил рейтинговую оценку AAA (исключительно сильная). В 2010 году журнал Forbes оценил бренд «Манчестер Юнайтед» в 285 млн долларов (что составило 16 % от общей оценки стоимости клуба в размере 1,835 млрд долларов); таким образом, бренд клуба занял второе место в списке 10 самых дорогих брендов спортивных команд, уступив лидерство лишь бейсбольному клубу «Нью-Йорк Янкис». В 2024 году клуб занимал второе место в списке самых дорогостоящих футбольных клубов в мире, уступая только «Реал Мадрид»: журнал Forbes оценивал стоимость «Манчестер Юнайтед» в 6,55 млрд долларов США. В 2024 году клуб занимал пятое место в списке самых доходных футбольных клубов мира, составленном компанией Deloitte, уступая клубам «Реал Мадрид», «Манчестер Сити», «Пари Сен-Жермен» и «Барселона».
Существенный рост популярности «Манчестер Юнайтед» как глобального бренда исторически был связан с деятельностью сэра Мэтта Басби, под руководством которого клуб добился больших успехов на английской и европейской арене. В команде Басби выступали выдающиеся футболисты: Бобби Чарльтон, Нобби Стайлз (чемпионы мира 1966 года в составе сборной Англии), Денис Лоу, Джордж Бест. Атакующий стиль, присущий «Манчестер Юнайтед» (в отличие от оборонительного «катеначчо», который применяли ведущие итальянские клубы) «пленил воображение английской футбольной публики». Помимо этого, команда Басби стала ассоциироваться с либерализацией западного общества в 1960-е годы; Джордж Бест, прозванный «пятым битлом» за свою характерную причёску, внешний вид и стиль жизни, стал одним из первых футболистов, получивших статус суперзвезды не только на футбольном поле, но и за его пределами. Всё это способствовало росту популярности клуба как в Великобритании, так и во всём мире.
«Манчестер Юнайтед» стал первой английской футбольной командой, чьи акции были размещены на Лондонской фондовой бирже в 1991 году, вследствие чего клуб привлёк значительный капитал. Бренд клуба также в значительной степени поддерживали выступающие за него популярные футболисты: одним из самых известных из них стал Дэвид Бекхэм. Популярность Бекхэма в Азии стала одним из ключевых факторов коммерческого успеха клуба в этой части света.
Высокие места в турнирной таблице чемпионата по итогам сезона гарантировали клубу бо́льшую долю доходов от продажи прав на телетрансляции. С момента основания английской Премьер-лиги в 1992 году «Манчестер Юнайтед» получил самую большую долю доходов от телекоммуникационной компании British Sky Broadcasting (в настоящее время — Sky UK) по сравнению с другими клубами. «Юнайтед» также регулярно получает самые высокие доходы от коммерческой деятельности по сравнению с другими английскими клубами: так, по итогам сезона 2016/17 коммерческая прибыль клуба составляла £276 млн, в сравнении с £218 млн прибыли от коммерческой деятельности у «Манчестер Сити», £140 млн у «Челси», £136 млн у «Ливерпуля», £91 млн у «Арсенала» и £73 млн — у «Тоттенхэма».
Для болельщиков клуба действуют программы Manchester United Finance и One United, члены которых получают доступ к ряду товаров и услуг, связанных с клубом. Существует также клубное телевидение — канал MUTV, доступ к которому является платным.
Клуб также получает значительные доходы от спонсоров; кроме компаний adidas и титульного спонсора (им на данный момент является компания TeamViewer), в число клубных спонсоров входит множество глобальных и региональных компаний.

### Спонсоры
| Период     | Поставщик формы | Титульный спонсор |
| ---------- | --------------- | ----------------- |
| 1945—1975  | Umbro           | без спонсора      |
| 1975—1980  | Admiral         | без спонсора      |
| 1980—1982  | adidas          | без спонсора      |
| 1982—1992  | adidas          | Sharp Electronics |
| 1992—2000  | Umbro           | Sharp Electronics |
| 2000—2002  | Umbro           | Vodafone          |
| 2002—2006  | Nike            | Vodafone          |
| 2006—2010  | Nike            | AIG               |
| 2010—2014  | Nike            | Aon               |
| 2014—2015  | Nike            | Chevrolet         |
| 2015—2021  | adidas          | Chevrolet         |
| 2021—2024  | adidas          | TeamViewer        |
| 2024—н. в. | adidas          | Snapdragon        |

У клуба за всю историю было лишь пять спонсоров, названия которых были отражены на футболках. Первой и самой длительной спонсорской сделкой было сотрудничество с японской корпорацией Sharp (с 1982 по 2000 год). Контракт с Sharp стал одним из самых продолжительных и выгодных спонсорских контрактов в истории английского футбола. В 2000 году клуб заключил спонсорский контракт с компанией Vodafone сроком на 4 года и суммой в 30 млн фунтов. Спонсорский контракт позже был продлён на два года, а общая сумма контрактных выплат составила 36 млн фунтов. 23 ноября 2005 года компания Vodafone объявила, что не будет продлевать соглашение после истечения его срока.
6 апреля 2006 года исполнительный директор клуба Дэвид Гилл объявил, что новым спонсором клуба станет компания AIG. Был подписан рекордный для Великобритании контракт суммой в 56,5 млн фунтов, которые выплачивались клубу в течение четырёх лет (по 14,1 млн в год). Таким образом, «Манчестер Юнайтед» стал обладателем самого крупного спонсорского контракта в мире. Компания AIG приняла решение не продлевать контракт с клубом после его окончания в мае 2010 года. 3 июня 2009 года клуб заключил новый спонсорский контракт с американской компанией Aon, которой вступил в силу с 1 июня 2010 года. Выплаты по контракту составили 80 млн фунтов в течение 4 лет, что стало рекордом для спонсорских соглашений в истории футбола.
30 июля 2012 года «Манчестер Юнайтед» и компания General Motors подписали семилетнее спонсорское соглашение. Согласно условиям договора, титульным спонсором команды начиная с сезона 2014/15 стало подразделение Chevrolet, тогда же логотип этой марки автомобиля появился на футболках игроков. За семь лет клуб должен был получить 559 млн долларов или 80 млн долларов в год. В марте 2021 года клуб заключил контракт с компанией TeamViewer, логотип которой появится на футболках в сезоне 2021/22. Контракт рассчитан на пять лет и должен принести клубу 275 млн евро (235 млн фунтов). В сентябре 2023 года был заключён контракт с компанией Qualcomm, согласно которому логотип Snapdragon появился на футболках в сезоне 2024/25.
За всю историю у клуба было 4 официальных поставщика спортивной одежды. Первым из них стала местная компания Umbro, а в 1975 году им стала компания Admiral. Она первой поместила свой логотип на футболки «Манчестер Юнайтед» в 1976 году. В 1980 году поставщиком одежды и обуви для команды стала компания adidas, а в 1992 году Umbro заключил новый контракт с командой. Контракт с Umbro длился ещё десять лет, пока клуб не заключил рекордный контракт суммой в 302,9 млн фунтов с компанией Nike. Соглашение с Nike было заключено на 13 лет и продлилось до 2015 года. Начиная с сезона 2015/16 официальным поставщиком формы вновь стал немецкий производитель спортивных товаров adidas, контракт с которым был заключён на 10 лет. Сумма контракта составила 750 млн фунтов. Перед началом сезона 2018/19 «Манчестер Юнайтед» заключил контракт с компанией Kohler, которая стала первым спонсором в истории клуба, логотип которого начал наноситься на рукава футболок. Летом 2022 года «Юнайтед» заключил спонсорский контракт с компанией DXC Technology, логотип которой появится на рукавах футболок в сезоне 2022/23.

## Текущий состав

### Основной состав
Данные приведены по состоянию на 15 августа 2025 года
| №  |                  | Поз. | Имя                       | Год рождения |
| -- | ---------------- | ---- | ------------------------- | ------------ |
| 1  | Турция           | Вр   | Алтай Байындыр            | 1998         |
| 2  | Португалия       | Защ  | Диогу Дало                | 1999         |
| 3  | Марокко          | Защ  | Нуссаир Мазрауи           | 1997         |
| 4  | Флаг Нидерландов | Защ  | Маттейс де Лигт           | 1999         |
| 5  | Англия           | Защ  | Гарри Магуайр             | 1993         |
| 6  | Аргентина        | Защ  | Лисандро Мартинес         | 1998         |
| 7  | Англия           | ПЗ   | Мейсон Маунт              | 1999         |
| 8  | Португалия       | ПЗ   | Бруну Фернандеш (капитан) | 1994         |
| 9  | Дания            | Нап  | Расмус Хёйлунн            | 2003         |
| 10 | Бразилия         | Нап  | Матеус Кунья              | 1999         |
| 11 | Нидерланды       | Нап  | Джошуа Зиркзе             | 2001         |
| 12 | Нидерланды       | Защ  | Тайрелл Маласия           | 1999         |
| 13 | Дания            | Защ  | Патрик Доргу              | 2004         |
| 15 | Франция          | Защ  | Лени Йоро                 | 2005         |
| 16 | Кот-д’Ивуар      | ПЗ   | Амад Диалло               | 2002         |
| 17 | Аргентина        | Нап  | Алехандро Гарначо         | 2004         |

| №  |          | Поз. | Имя               | Год рождения |
| -- | -------- | ---- | ----------------- | ------------ |
| 18 | Бразилия | ПЗ   | Каземиро          | 1992         |
| 19 | Камерун  | Нап  | Брайан Мбёмо      | 1999         |
| 21 | Бразилия | Нап  | Антони            | 2000         |
| 22 | Англия   | Вр   | Том Хитон         | 1986         |
| 23 | Англия   | Защ  | Люк Шоу           | 1995         |
| 24 | Камерун  | Вр   | Андре Онана       | 1996         |
| 25 | Уругвай  | ПЗ   | Мануэль Угарте    | 2001         |
| 26 | Англия   | Защ  | Эйден Хевен       | 2006         |
| 30 | Словения | Нап  | Беньямин Шешко    | 2003         |
| 32 | Дания    | Нап  | Чидо Оби-Мартин   | 2007         |
| 33 | Англия   | Защ  | Тайлер Фредриксон | 2005         |
| 35 | Парагвай | Защ  | Диего Леон        | 2007         |
| 37 | Англия   | ПЗ   | Кобби Мейну       | 2005         |
| 41 | Англия   | Защ  | Гарри Амасс       | 2007         |
|    | Англия   | ПЗ   | Джейдон Санчо     | 2000         |

### Резервисты (состав до 21 года)
Данные приведены по состоянию на 1 августа 2025 года

| №  |                   | Поз. | Имя            | Год рождения |
| -- | ----------------- | ---- | -------------- | ------------ |
| 38 | Англия            | Нап  | Джек Флетчер   | 2007         |
| 42 | Мали              | ПЗ   | Секу Коне      | 2006         |
| 45 | Северная Ирландия | Вр   | Дермот Ми      | 2002         |
| 49 | Англия            | Нап  | Итан Эннис     | 2004         |
| 51 | Англия            | Защ  | Рис Беннетт    | 2003         |
| 53 | Англия            | ПЗ   | Сэм Матер      | 2004         |
| 54 | Шотландия         | Защ  | Луис Джексон   | 2005         |
| 56 | Англия            | Нап  | Итан Уильямс   | 2005         |
| 58 | Шотландия         | Нап  | Тайлер Флетчер | 2007         |
| 61 | Англия            | Нап  | Шей Лейси      | 2007         |
| 63 | Гибралтар         | ПЗ   | Джеймс Сканлон | 2006         |
| 65 | Англия            | Защ  | Рис Манро      | 2005         |

| №  |                   | Поз. | Имя               | Год рождения |
| -- | ----------------- | ---- | ----------------- | ------------ |
| 69 | Уэльс             | Нап  | Габриэле Бьянкери | 2006         |
| 70 | Англия            | Нап  | Бендито Мантато   | 2008         |
| 74 | Шотландия         | Нап  | Малакай Шарп      | 2005         |
| 75 | Англия            | ПЗ   | Джейс Фицджералд  | 2007         |
| 76 | Англия            | Нап  | Аштон Миссин      | 2006         |
| 77 | Северная Ирландия | Вр   | Уильям Мердок     | 2007         |
| 78 | Испания           | Нап  | Виктор Муса       | 2006         |
| 80 | Англия            | Защ  | Джейдан Камейсон  | 2006         |
| 81 | Ирландия          | ПЗ   | Джейкоб Дивейни   | 2007         |
| 82 | Украина           | ПЗ   | Зак Бауманн       | 2007         |
|    | Англия            | ПЗ   | Финли Макаллистер | 2006         |

Резервная команда «Манчестер Юнайтед» (до 23 лет) выступает в Лиге профессионального развития. С момента основания Премьер-лиги для резервистов в 1999 году команда пять раз становилась чемпионом (в сезонах 2001/2002, 2004/2005, 2005/2006, 2009/2010 и 2011/12). В сезоне 2012/13 резервисты «Манчестер Юнайтед» стали победителями первого розыгрыша Лиги профессионального развития. В сезонах 2014/15 и 2015/16 команда «Юнайтед» вновь становилась чемпионом в группе до 21 года.
Академия «Манчестер Юнайтед» является ядром системы подготовки молодых футболистов для резервного и основного состава клуба. Академия выпустила ряд выдающихся футболистов: Райана Гиггза, Бобби Чарльтона, Билла Фоулкса, Пола Скоулза, Гари Невилла и многих других. В Академии есть несколько команд, разделённых по возрасту: начиная с команды игроков до 9 лет и заканчивая флагманской группой игроков до 18 лет, которая в настоящее время выступает в Северной зоне Премьер-лиги до 18 лет и Молодёжном кубке Англии (турнире, который футболисты Академии «Юнайтед» выиграли рекордное число раз — одиннадцать).

### Игроки в аренде
| №  |        | Поз. | Имя                                                             | Год рождения |
| -- | ------ | ---- | --------------------------------------------------------------- | ------------ |
| 36 | Англия | Нап  | Итан Уитли (в «Нортгемптон Таун» до конца сезона 2025/26)       | 2006         |
| 40 | Чехия  | Вр   | Радек Витек (в «Бристоль Сити» до конца сезона 2025/26)         | 2003         |
| 43 | Англия | ПЗ   | Тоби Колльер (в «Вест Бромвич Альбион» до конца сезона 2025/26) | 2004         |
| 44 | Англия | ПЗ   | Дэниел Гор (в «Ротерем Юнайтед» до конца сезона 2025/26)        | 2004         |
| 50 | Англия | Вр   | Илай Харрисон (в «Шрусбери Таун» до конца сезона 2025/26)       | 2006         |
| 52 | Англия | Нап  | Джо Хьюгилл (в «Барнет» до конца сезона 2025/26)                | 2003         |

| №  |          | Поз. | Имя                                                        | Год рождения |
| -- | -------- | ---- | ---------------------------------------------------------- | ------------ |
| 60 | Англия   | Защ  | Сонни Алджофри (в «Ноттс Каунти» до конца сезона 2025/26)  | 2004         |
| 64 | Ирландия | ПЗ   | Джек Мурхаус (в «Ноттс Каунти» до конца сезона 2025/26)    | 2005         |
| 66 | Англия   | Защ  | Хабиб Оганнай (в «Ньюпорт Каунти» до конца сезона 2025/26) | 2005         |
|    | Франция  | Нап  | Энцо Кана-Бийик (в «Лозанне» до конца сезона 2025/26)      | 1997         |
|    | Англия   | Нап  | Маркус Рашфорд (в «Барселоне» до конца сезона 2025/26)     | 1997         |

### Последние трансферы
Последние трансферы клуба см. здесь: ФК «Манчестер Юнайтед» в сезоне 2025/26

## Официальные лица клуба
- Совладельцы:

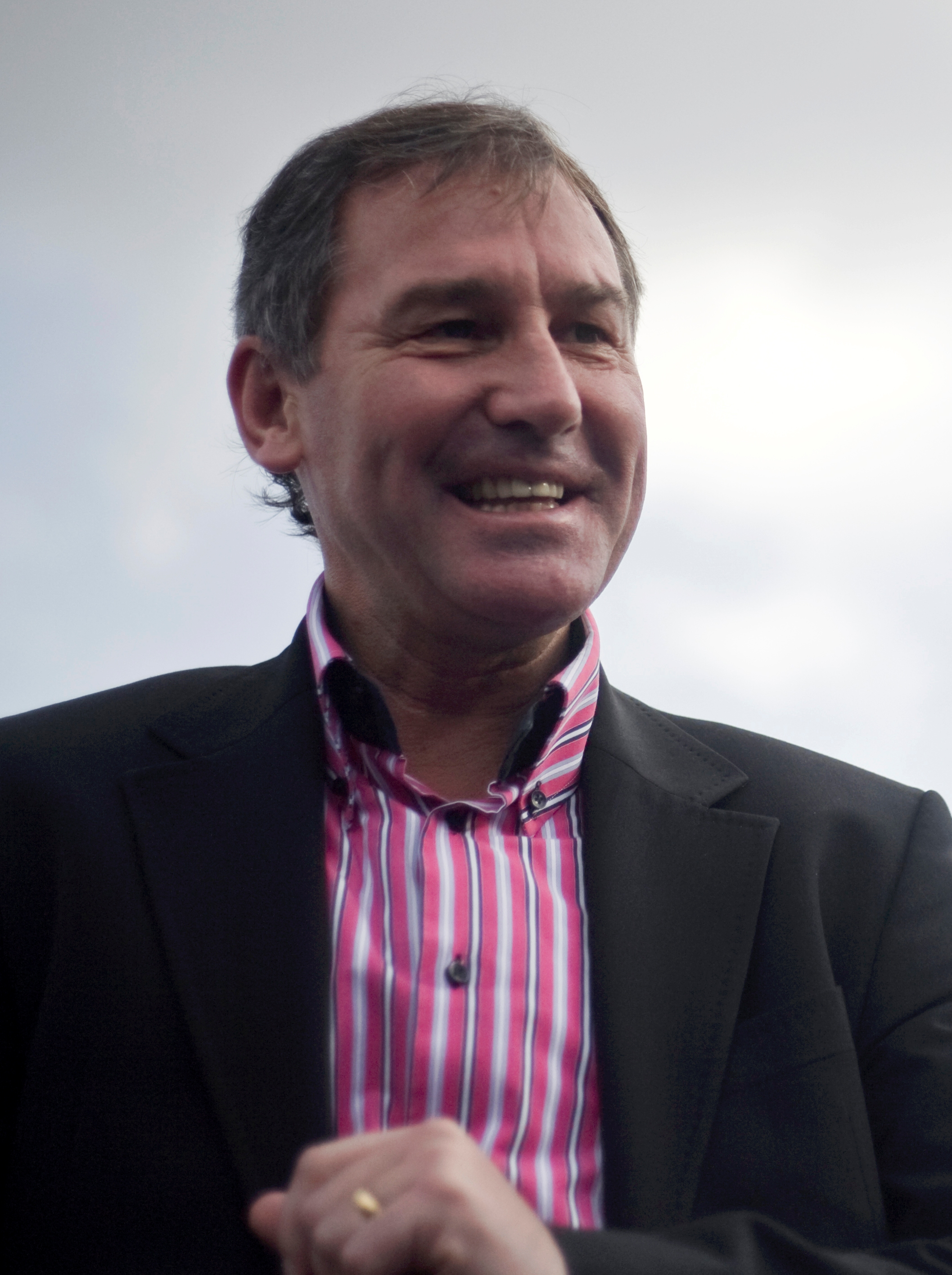
Глобальный посол клуба Брайан Робсон

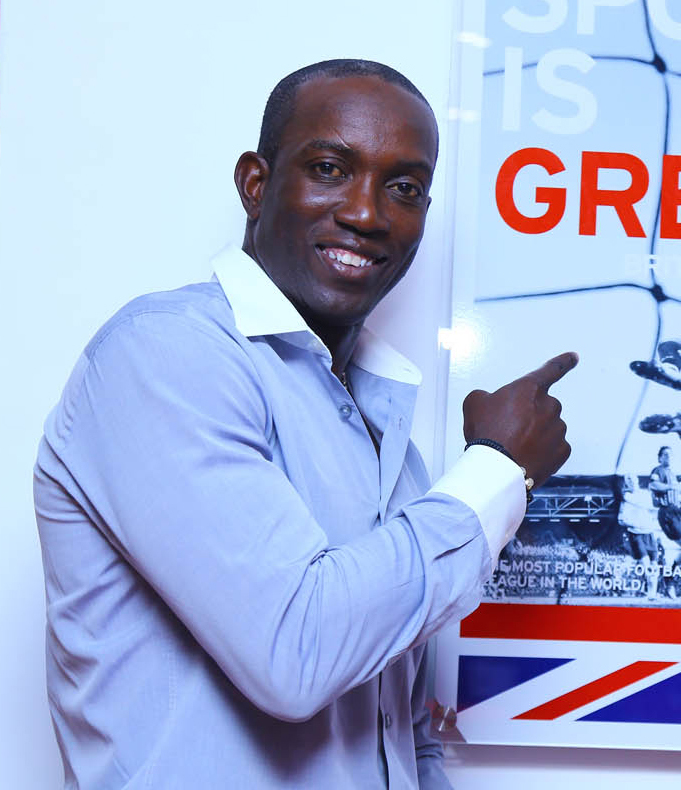
Посол клуба Дуайт Йорк

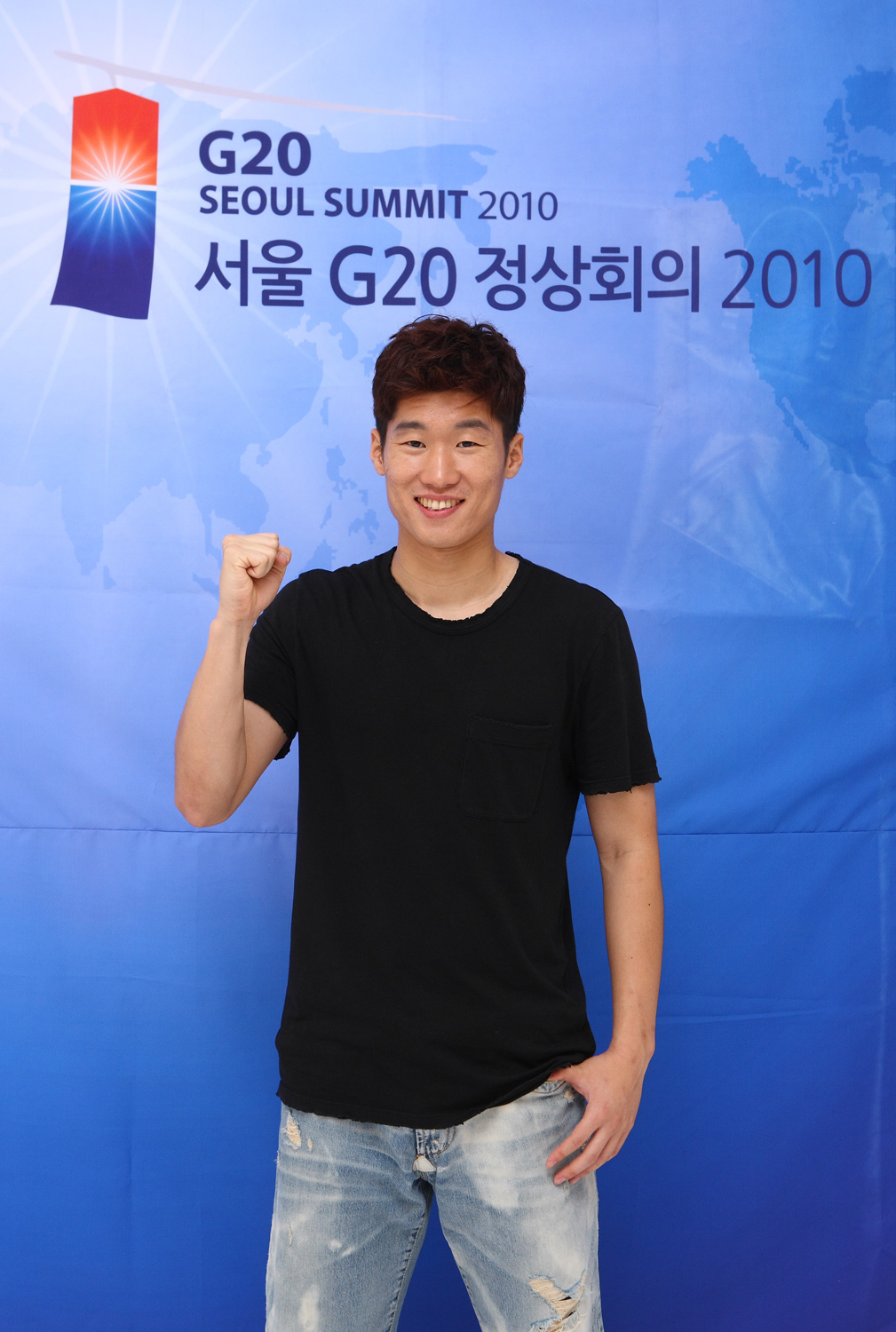
Посол клуба Пак Чи Сон

  - Manchester United plc. (Семья Глейзеров): 72,3 %
  - Ineos (сэр Джим Рэтклифф): 27,7 %[222]

### Manchester United plc
| Должность                  | Имя |
| -------------------------- | --- |
| Сопредседатели             | Аврам Глейзер Джоэл Глейзер                                                                                              |
| Chief Executive Officer    | Омар Беррада |
| Финансовый директор        | Роджер Белл |
| Операционный директор      | Колетт Роуч |
| Неисполнительные директора́ | Брайан Глейзер Кевин Глейзер Эдвард Глейзер Дарси Глейзер Кассевиц Роберт Лейтао Джон Хукс Ману Соуни Джон Рис Роб Невин |

### Футбольный клуб «Манчестер Юнайтед»
| Должность                                 | Имя                                                                                    |
| ----------------------------------------- | -------------------------------------------------------------------------------------- |
| Почётный президент                        | Мартин Эдвардс                                                                         |
| Директора                                 | Омар Беррада Дейв Брейлсфорд Жан-Клод Блан Дэвид Гилл Майкл Эделсон сэр Алекс Фергюсон |
| Спортивный директор                       | Вакантно                                                                               |
| Технический директор                      | Джейсон Уилкокс                                                                        |
| Секретарь клуба                           | Ребекка Британ                                                                         |
| Директор по электронным медиа             | Фил Линч                                                                               |
| Директор по продаже билетов и абонементов | Сэм Келлехер                                                                           |
| Глава системы безопасности стадиона       | Фил Рейнфорд                                                                           |
| Смотритель футбольного газона             | Энтони Синклер                                                                         |

### Послы клуба
- Неманья Видич[239]
- Денис Ирвин[240]
- Дуайт Йорк[241]
- Энди Коул[242]
- Гари Невилл[243]
- Пак Чи Сон[244]
- Брайан Робсон[245]
- Алекс Фергюсон[246]
- Петер Шмейхель[247]

## Тренерский и медицинский штаб
| Должность                                 | Имя                                                           |
| ----------------------------------------- | ------------------------------------------------------------- |
| Главный тренер                            | Рубен Аморим                                                  |
| Ассистент главного тренера                | Карлуш Фернандеш                                              |
| Тренеры первой команды                    | Аделиу Кандиду Эмануэль Ферро Даррен Флетчер Андреас Георгсон |
| Тренер вратарей                           | Жорже Витал                                                   |
| Тренер по физической подготовке           | Паулу Баррейра                                                |
| Главный тренер команды до 21 года         | Трэвис Биннион                                                |
| Главный тренер команды до 18 лет          | Адам Лоуренс                                                  |
| Глава клубной академии                    | Ник Кокс                                                      |
| Фитнес-тренеры                            | Пауло Гаудино Чарли Оуэн                                      |
| Главный специалист по силовым тренировкам | Майкл Клегг                                                   |
| Главный специалист по спортивной науке    | Майкл Эглон                                                   |
| Главный скаут                             | Стив Браун                                                    |
| Клубный врач                              | Джим Моксон                                                   |
| Главный физиотерапевт                     | Джордан Рис                                                   |

## Главные тренеры

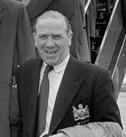
Мэтт Басби был главным тренером «Юнайтед» с 1945 по 1969 год и с 1970 по 1971 год

Следующие главные тренеры выиграли хотя бы один крупный турнир с «Манчестер Юнайтед»:
| Имя                | Период работы | Показатели | Показатели | Показатели | Показатели | Показатели | Показатели | Показатели | Выигранные турниры |
| Имя                | Период работы | И          | В          | Н          | П          | МЗ         | МП         | % побед    | Выигранные турниры |
| ------------------ | ------------- | ---------- | ---------- | ---------- | ---------- | ---------- | ---------- | ---------- | --- |
| Эрнест Мангнэлл    | 1903—1912     | 373        | 202        | 76         | 95         | 700        | 476        | 054,16     | 2 чемпионских титула Первого дивизиона, 1 Кубок Англии |
| сэр Мэтт Басби     | 1945—1971     | 1141       | 576        | 266        | 299        | 2324       | 1566       | 050,48     | 5 чемпионских титулов Первого дивизиона, 2 Кубка Англии, 1 Кубок европейских чемпионов |
| Томми Дохерти      | 1972—1977     | 228        | 107        | 56         | 65         | 333        | 252        | 046,93     | 1 Кубок Англии |
| Рон Аткинсон       | 1981—1986     | 292        | 146        | 79         | 67         | 461        | 266        | 050,00     | 2 Кубка Англии |
| сэр Алекс Фергюсон | 1986—2013     | 1500       | 895        | 338        | 267        | 2769       | 1365       | 059,67     | 13 чемпионских титулов Премьер-лиги, 5 Кубков Англии, 4 Кубка Футбольной лиги, 2 Лиги чемпионов УЕФА, 1 Кубок обладателей кубков, 1 Суперкубок УЕФА, 1 Межконтинентальный кубок, 1 Клубный чемпионат мира |
| Луи ван Гал        | 2014—2016     | 103        | 54         | 25         | 24         | 158        | 98         | 052,43     | 1 Кубок Англии |
| Жозе Моуринью      | 2016—2018     | 144        | 84         | 32         | 28         | 244        | 121        | 058,33     | 1 Кубок Английской футбольной лиги, 1 Лига Европы УЕФА |
| Эрик тен Хаг       | 2022—2024     | 128        | 70         | 23         | 35         | 217        | 165        | 054,69     | 1 Кубок Английской футбольной лиги, 1 Кубок Англии |

## Достижения

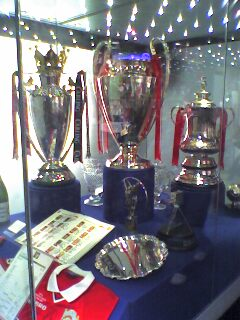
Кубок чемпионов Премьер-лиги, Кубок европейских чемпионов и Кубок Англии, выигранные клубом в 1999 году

Клубу «Манчестер Юнайтед» принадлежит рекорд по количеству побед в высшем дивизионе чемпионата Англии (20 чемпионских титулов). Кроме того, «Манчестер Юнайтед» трижды в своей истории выигрывал «дубль» (победы в чемпионате и кубке в течение одного сезона) и один раз — «требл» (победа в чемпионате, Кубке Англии и Лиге чемпионов).
В 1968 году «Манчестер Юнайтед» стал первым английским клубом, выигравшим Кубок европейских чемпионов. В 2017 году после победы в Лиге Европы «Юнайтед» стал пятым клубом, выигравшим все три главных европейских клубных трофея, Кубок европейских чемпионов/Лигу чемпионов УЕФА, Кубок УЕФА/Лигу Европы УЕФА и Кубок обладателей кубков (другими клубами, имеющими такое достижение, являются «Ювентус», «Аякс», «Бавария» и «Челси»). Также «Манчестер Юнайтед» является единственным английским клубом, выигравшим Межконтинентальный кубок и первым, выигравшим Клубный чемпионат мира.
- Высший дивизион чемпионата Англии: 20
  - Чемпион Первого дивизиона[259]: 7[260]
    - 1907/08, 1910/11, 1951/52, 1955/56, 1956/57, 1964/65, 1966/67

  - Чемпион Премьер-лиги[259]: 13[261]
    - 1992/93, 1993/94, 1995/96, 1996/97, 1998/99, 1999/00, 2000/01, 2002/03, 2006/07, 2007/08, 2008/09, 2010/11, 2012/13
- Второй дивизион чемпионата Англии[262]
  - Чемпион Второго дивизиона: 2
    - 1935/36, 1974/75
- Кубок Англии: 13
  - 1909, 1948, 1963, 1977, 1983, 1985, 1990, 1994, 1996, 1999, 2004, 2016, 2024
- Кубок Английской футбольной лиги: 6
  - 1992, 2006, 2009, 2010, 2017, 2023
- Суперкубок Англии: 21 (17 полноценных, 4 разделённых)
  - 1908, 1911, 1952, 1956, 1957, 1965*, 1967*, 1977*, 1983, 1990*, 1993, 1994, 1996, 1997, 2003, 2007, 2008, 2010, 2011, 2013, 2016

* Разделённые победы в Суперкубке (в матчах была зафиксирована ничья и победителями объявлялись оба клуба-участника)
- Кубок европейских чемпионов / Лига чемпионов УЕФА: 3
  - Победитель (3): 1968, 1999, 2008
  - Финалист (2): 2009, 2011
- Лига Европы УЕФА: 1
  - Победитель: 2017
  - Финалист (2): 2021, 2025
- Кубок обладателей кубков УЕФА: 1
  - 1991
- Суперкубок УЕФА: 1
  - Победитель: 1991
  - Финалист (3): 1999, 2008, 2017
- Межконтинентальный кубок: 1
  - Победитель: 1999
  - Финалист: 1968
- Клубный чемпионат мира: 1
  - 2008

### «Дубли» и «треблы»
- «Дубли»:
  - Лига и Кубок Англии: 3
    - 1993/94, 1995/96, 1998/99

  - Лига и Кубок Футбольной лиги: 1
    - 2008/09

  - Европейский «дубль» (Премьер-лига и Лига чемпионов УЕФА): 2
    - 1998/99, 2007/08

  - Кубок Английской футбольной лиги и Лига Европы УЕФА: 1
    - 2016/17
- «Требл» (Премьер-лига, Кубок Англии и Лига чемпионов УЕФА): 1
  - 1998/99
- Европейский «требл»[263]
  - Кубок европейских чемпионов 1967/1968, Кубок обладателей кубков УЕФА 1990/1991, Лига Европы УЕФА 2016/2017

Короткие турниры, включая Суперкубок Англии, Межконтинентальный кубок, Клубный чемпионат мира и Суперкубок УЕФА, не учитываются при определении «дубля» или «требла».

## Рекорды

### Командные рекорды
- Самая крупная победа во всех соревнованиях: 10:0 — против «Андерлехта», Кубок европейских чемпионов, 26 сентября 1956 года
- Самая крупная победа в матче высшего дивизиона чемпионата Англии: 10:1 — против «Вулверхэмптон Уондерерс», Первый дивизион Футбольной лиги, 15 октября 1892 года
- Самая крупная победа в Премьер-лиге:
  - 9:0 — против «Ипсвич Таун», сезон 1994/95, 4 марта 1995 года
  - 9:0 — против «Саутгемптона», сезон 2020/21, 2 февраля 2021 года
- Самая крупная победа на выезде во всех соревнованиях: 1:8 — против «Ноттингем Форест», Премьер-лига, 6 февраля 1999 года
- Самый крупный счёт в официальном матче: 6:5 — против «Челси», Первый дивизион Футбольной лиги, 16 октября 1954 года
- Самая долгая беспроигрышная серия во всех соревнованиях: 33 матча — с 26 декабря 1998 по 26 мая 1999 года
- Самая долгая беспроигрышная серия в Лиге чемпионов: 25 матчей — с 19 сентября 2007 по 5 мая 2009 года
- Самая долгая беспроигрышная домашняя серия в Лиге чемпионов: 24 матча — с 9 августа 2005 по 25 ноября 2009 года
- Наибольшее количество автоголов в ворота соперника в сезоне в Премьер-лиге: 11 — сезон 2009/2010
- Наибольшее количество зрителей в домашнем матче во всех соревнованиях: 82 771 — против «Брэдфорд Парк Авеню» на «Мейн Роуд», Кубок Англии, 29 января 1949 года
- Наибольшее количество зрителей в домашнем матче в Премьер-лиге (на «Олд Траффорд»): 76 098 — против «Блэкберн Роверс», 31 марта 2007 года

### Рекорды игроков
- Наибольшее количество голов в сезоне во всех турнирах: 46 — Денис Лоу, сезон 1963/64
- Наибольшее количество «хет-триков» во всех соревнованиях: 18 — Денис Лоу (14 «хет-триков» и 4 «покера» c 3 ноября 1962 по 17 апреля 1971)[265]
- Наибольшее количество голов в одном матче: 6, совместный рекорд —
  - Гарольд Халс, против «Суиндон Таун», Суперкубок Англии, 25 сентября 1911 года
  - Джордж Бест, против «Нортгемптон Таун», Кубок Англии, 7 февраля 1970 года
- Самая длинная голевая серия в чемпионате Англии: 10 матчей (15 голов) — Руд ван Нистелрой, с 22 марта по 23 августа 2003 года
- Самый длинный период без пропущенных голов в чемпионате Англии: 1311 минут — Эдвин ван дер Сар, с 8 ноября 2008 по 4 марта 2009 года
- Самый быстрый гол: на 15-й секунде — Райан Гиггз, против «Саутгемптона», Премьер-лига, 18 ноября 1995[266]
- Самые быстрые 4 гола: 13 минут — Уле Гуннар Сульшер, против «Ноттингем Форест», Премьер-лига, 6 февраля 1999[267]
- Наибольшее количество трофеев (без учёта трофеев молодёжной команды): 34 — Райан Гиггз[268]

Полужирным шрифтом выделены игроки действующего состава; все данные откорректированы по состоянию на 16 августа 2023 года

#### Игроки с наибольшим количеством матчей
| №  | Имя            | Период              | Матчи | Голы |
| -- | -------------- | ------------------- | ----- | ---- |
| 1  | Райан Гиггз    | 1991—2014           | 963   | 168  |
| 2  | Бобби Чарльтон | 1956—1973           | 758   | 249  |
| 3  | Пол Скоулз     | 1994—2011 2012—2013 | 718   | 155  |
| 4  | Билл Фоулкс    | 1952—1970           | 688   | 9    |
| 5  | Гари Невилл    | 1992—2011           | 602   | 7    |
| 6  | Уэйн Руни      | 2004—2017           | 559   | 253  |
| 7  | Давид де Хеа   | 2011—2023           | 545   | 0    |
| 8  | Алекс Степни   | 1966—1978           | 539   | 2    |
| 9  | Тони Данн      | 1960—1973           | 535   | 2    |
| 10 | Денис Ирвин    | 1990—2002           | 529   | 33   |

#### Игроки с наибольшим количеством голов
| №  | Имя             | Период              | Голы | Матчи | Голов за матч |
| -- | --------------- | ------------------- | ---- | ----- | ------------- |
| 1  | Уэйн Руни       | 2004—2017           | 253  | 559   | 0,453         |
| 2  | Бобби Чарльтон  | 1956—1973           | 249  | 758   | 0,328         |
| 3  | Денис Лоу       | 1962—1973           | 237  | 404   | 0,587         |
| 4  | Джек Роули      | 1937—1955           | 211  | 424   | 0,498         |
| 5  | Деннис Вайоллет | 1953—1962           | 179  | 293   | 0,611         |
| 5  | Джордж Бест     | 1963—1974           | 179  | 470   | 0,381         |
| 7  | Райан Гиггз     | 1991—2014           | 168  | 963   | 0,174         |
| 8  | Джо Спенс       | 1919—1933           | 167  | 510   | 0,327         |
| 9  | Марк Хьюз       | 1983—1986 1988—1995 | 163  | 467   | 0,349         |
| 10 | Пол Скоулз      | 1994—2011 2012—2013 | 155  | 718   | 0,216         |

#### Вратари с наибольшим количеством «сухих» матчей
| №  | Имя               | Период    | Матчи | Сухие | % сухих |
| -- | ----------------- | --------- | ----- | ----- | ------- |
| 1  | Давид де Хеа      | 2011—2023 | 545   | 190   | 34,9    |
| 2  | Петер Шмейхель    | 1991—1999 | 398   | 180   | 45,2    |
| 3  | Алекс Степни      | 1966—1978 | 539   | 175   | 32,5    |
| 4  | Гари Бейли        | 1978—1987 | 375   | 161   | 42,9    |
| 5  | Эдвин ван дер Сар | 2005—2011 | 266   | 135   | 50,8    |
| 6  | Альфред Стюард    | 1920—1932 | 326   | 96    | 29,4    |
| 7  | Гарри Могер       | 1903—1912 | 266   | 92    | 34,6    |
| 8  | Джек Кромптон     | 1945—1956 | 212   | 67    | 31,6    |
| 9  | Рэй Вуд           | 1949—1959 | 208   | 55    | 26,4    |
| 10 | Фрэнк Барретт     | 1896—1900 | 136   | 54    | 39,7    |

## Известные игроки
См. также: Список капитанов «Манчестер Юнайтед»

### Обладатели «Золотого мяча»
Следующие футболисты получили «Золотой мяч», выступая за «Манчестер Юнайтед»:
- Денис Лоу — 1964[272]
- Бобби Чарльтон — 1966[273]
- Джордж Бест — 1968[274]
- Криштиану Роналду — 2008[275]

### Обладатели «Золотой бутсы»
Следующие футболисты получили «Золотую бутсу», выступая за «Манчестер Юнайтед»:
- Криштиану Роналду — 2008 (31 гол)[276]

### Футболисты года по версии УЕФА
Следующие футболисты были признаны футболистами года по версии УЕФА, выступая за «Манчестер Юнайтед»:
- Дэвид Бекхэм — 1999[277]
- Криштиану Роналду — 2008[277]

### Игроки года по версии ФИФА
Следующие футболисты были признаны футболистами года по версии ФИФА, выступая за «Манчестер Юнайтед»:
- Криштиану Роналду — 2008[278]

### Чемпионы мира
Следующие футболисты становились чемпионами мира, являясь игроками «Манчестер Юнайтед»:
- Бобби Чарльтон — 1966[279]
- Нобби Стайлз — 1966[279]
- Джон Коннелли — 1966[279]
- Поль Погба — 2018[280]
- Лисандро Мартинес — 2022

### Чемпионы Европы
Следующие футболисты становились чемпионами Европы, являясь игроками «Манчестер Юнайтед»:
- Петер Шмейхель — 1992[281]
- Фабьен Бартез — 2000[282]

### 100 легенд Футбольной лиги
Следующие футболисты «Манчестер Юнайтед» были включены в список 100 легенд Футбольной лиги:

| - Брайан Робсон - Нобби Стайлз - Томми Тейлор - Бобби Чарльтон | - Дункан Эдвардс - Джордж Бест - Денис Лоу - Петер Шмейхель | - Джонни Джайлз - Джонни Кэри - Пол Макграт | - Райан Гиггз - Билли Мередит - Эрик Кантона |

### Члены Зала славы английского футбола
Следующие футболисты «Манчестер Юнайтед» были включены в Зал славы английского футбола:

| - Вив Андерсон - Дэвид Бекхэм - Пол Инс - Гари Невилл - Майкл Оуэн - Чарли Робертс - Брайан Робсон | - Пол Скоулз - Нобби Стайлз - Рэй Уилкинс - Рио Фердинанд - Бобби Чарльтон - Тедди Шерингем - Дункан Эдвардс | - Джордж Бест - Джонни Джайлз - Денис Ирвин - Рой Кин - Пол Макграт - Петер Шмейхель | - Денис Лоу - Гордон Стракан - Райан Гиггз - Билли Мередит - Марк Хьюз - Эрик Кантона |